# Cronologia invaziei Rusiei în Ucraina (2022)
La 24 februarie 2022, Rusia a lansat o invazie în Ucraina. Această cronologie este o listă dinamică și fluidă și, ca atare, este posibil să nu satisfacă niciodată criteriile de exhaustivitate.

Hartă animată a invaziei din 24 februarie până la 14 septembrie 2022

## Februarie 2022

### 24 februarie
Cu puțin timp înainte de ora 06:00, ora Moscovei (UTC+3), la 24 februarie, Putin a anunțat că a luat decizia de a lansa o "operațiune militară specială" în estul Ucrainei. În discursul său, Putin a afirmat că nu există planuri de a ocupa teritoriul ucrainean și că susține dreptul popoarelor din Ucraina la autodeterminare. De asemenea, Putin a declarat că Rusia urmărește "demilitarizarea și denazificarea" Ucrainei. El a spus că "toată responsabilitatea pentru o eventuală vărsare de sânge va fi în întregime pe conștiința regimului care conduce pe teritoriul Ucrainei". Ministerul rus al Apărării a cerut unităților de control al traficului aerian din Ucraina să oprească zborurile, iar spațiul aerian deasupra Ucrainei a fost restricționat pentru traficul aerian non-civil, iar întreaga zonă a fost considerată zonă de conflict activ de către Agenția pentru Siguranța Aviației din Uniunea Europeană.
La câteva minute de la anunțul lui Putin, au fost raportate explozii la Kiev, Harkov, Odesa și în Donbas. Oficialii ucraineni au declarat că trupele rusești au debarcat la Mariupol și Odesa și au lansat rachete balistice și de croazieră asupra aerodromurilor, sediilor militare și depozitelor militare din Kiev, Harkov și Dnipro. Vehiculele militare au intrat în Ucraina prin Senkivka, în punctul în care Ucraina se întâlnește cu Belarus și Rusia, în jurul orei locale 6:48. O înregistrare video a surprins trupe rusești intrând în Ucraina dinspre Crimeea anexată de Rusia.
Cu puțin timp înainte de ora 07:00 (UTC+2), Zelenski a anunțat introducerea legii marțiale în Ucraina. Zelenski a anunțat, de asemenea, că relațiile dintre Rusia și Ucraina au fost întrerupte, cu efect imediat. Rachetele rusești au vizat infrastructura ucraineană, inclusiv Aeroportul Internațional Boryspil, cel mai mare aeroport din Ucraina, situat la 29 km la est de Kiev.
La ora 10:00 (UTC+2), în timpul ședinței de informare a administrației prezidențiale ucrainene, s-a raportat că trupele rusești au invadat Ucraina dinspre nord (până la 5 kilometri la sud de graniță). S-a spus că trupele rusești erau active în regiunea Harkov, în regiunea Cernihiv și în apropiere de Sumy. De asemenea, serviciul de presă al lui Zelenskyy a raportat că Ucraina a respins un atac în regiunea Volyn. La ora 10:30 (UTC+2), Ministerul ucrainean al Apărării a raportat că trupele rusești din regiunea Cernihiv au fost oprite, că o bătălie majoră lângă Harkov era în curs de desfășurare, iar Mariupol și Shchastia au fost recuperate în totalitate.
În bătălia de la Aeroportul Antonov, trupele aeropurtate rusești au cucerit aeroportul Hostomel din Hostomel, o suburbie a Kievului, după ce au fost transportate cu elicopterele la primele ore ale dimineții; o contraofensivă ucraineană de recucerire a aeroportului a fost lansată mai târziu în cursul zilei.
La ora 12:04 (UTC+2), trupele rusești care înaintau din Crimeea s-au îndreptat spre orașul Nova Kakhovka din regiunea Kherson. Mai târziu în aceeași zi, trupele rusești au intrat în orașul Kherson și au preluat controlul asupra canalului Crimeii de Nord, ceea ce le va permite să reia aprovizionarea cu apă a peninsulei.
La ora 16:00 (UTC+2), Zelenski a declarat că lupte între forțele ruse și ucrainene au izbucnit în orașele fantomă Cernobîl și Pripyat. În jurul orei 18:20 (UTC+2), centrala nucleară de la Cernobîl se afla sub control rusesc, la fel ca și zonele din jur.
La scurt timp după ora 23:00 (UTC+2), președintele Zelenskyi a ordonat o mobilizare generală a tuturor bărbaților ucraineni cu vârste cuprinse între 18 și 60 de ani; din același motiv, bărbaților ucraineni din această grupă de vârstă li s-a interzis să părăsească Ucraina.

### 25 februarie
În jurul orei 04:00 (UTC+2), ora locală, Kievul a fost zguduit de două explozii. Guvernul ucrainean a declarat că a doborât o aeronavă inamică deasupra Kievului, care s-a prăbușit apoi peste un bloc de locuințe, care a luat foc.
Analiști militari independenți au remarcat că forțele rusești din nordul țării par să fi fost puternic angajate de armata ucraineană. Unitățile rusești încercau să încercuiască Kievul și să avanseze spre Harkov, dar au fost împotmolite în lupte grele, imaginile din rețelele de socializare sugerând că unele coloane blindate rusești au căzut într-o ambuscadă. În schimb, operațiunile rusești din est și sud au fost mai eficiente. Cele mai bine antrenate și echipate unități rusești au fost poziționate în afara Donbasului, în sud-est, și se pare că au manevrat în jurul tranșeelor defensive pregătite și au atacat în spatele pozițiilor defensive ucrainene. Între timp, forțele militare rusești care înaintau din Crimeea au fost împărțite în două coloane, analiștii sugerând că este posibil ca acestea să fi încercat să încercuiască și să prindă în capcană apărătorii ucraineni din Donbas, forțându-i pe ucraineni să abandoneze apărarea pregătită și să lupte în câmp deschis.
În dimineața zilei de 25 februarie, președintele Zelenski a acuzat Rusia că a vizat obiective civile; reprezentantul Ministerului ucrainean de Interne, Vadym Denysenko, a declarat că 33 de obiective civile au fost lovite în ultimele 24 de ore.
Ministerul ucrainean al Apărării a declarat că forțele rusești au intrat în cartierul Obolon, în Kiev, și se aflau la aproximativ 9 kilometri de clădirea Verkhovna Rada. Unele forțe rusești au intrat în nordul Kievului, dar nu au progresat dincolo de acest punct. Trupele Spetsnaz ale Rusiei s-au infiltrat în oraș cu intenția de a "vâna" oficiali guvernamentali. Un vehicul blindat nemarcat a fost filmat în timp ce virează peste drum și strivește o mașină civilă în nordul Kievului. Deși a fost pe larg legendata ca fiind acțiunea unui tanc rusesc, experții au sugerat că nu era clar cine a operat vehiculul militar și de ce a avut loc incidentul. Civilul care conducea mașina, un bărbat în vârstă, a supraviețuit și a fost ajutat de localnici.
Primarul din Horlivka, în Republica Populară Donețk, susținută de Rusia, a raportat că o muniție trasă de armata ucraineană a lovit clădirea unei școli locale, ucigând doi profesori.

În timp ce trupele rusești se apropiau de Kiev, președintele Zelenski le-a cerut locuitorilor să pregătească cocteiluri Molotov pentru a "neutraliza" inamicul. Între timp, Putin a făcut apel la armata ucraineană să răstoarne guvernul. Ucraina a distribuit 18.000 de arme rezidenților din Kiev care și-au exprimat dorința de a lupta și a desfășurat Forțele de apărare teritorială, componenta de rezervă a armatei ucrainene, pentru apărarea Kievului. Ministerul Apărării a anunțat, de asemenea, că toți civilii ucraineni sunt eligibili pentru a se oferi voluntari pentru serviciul militar, indiferent de vârstă.

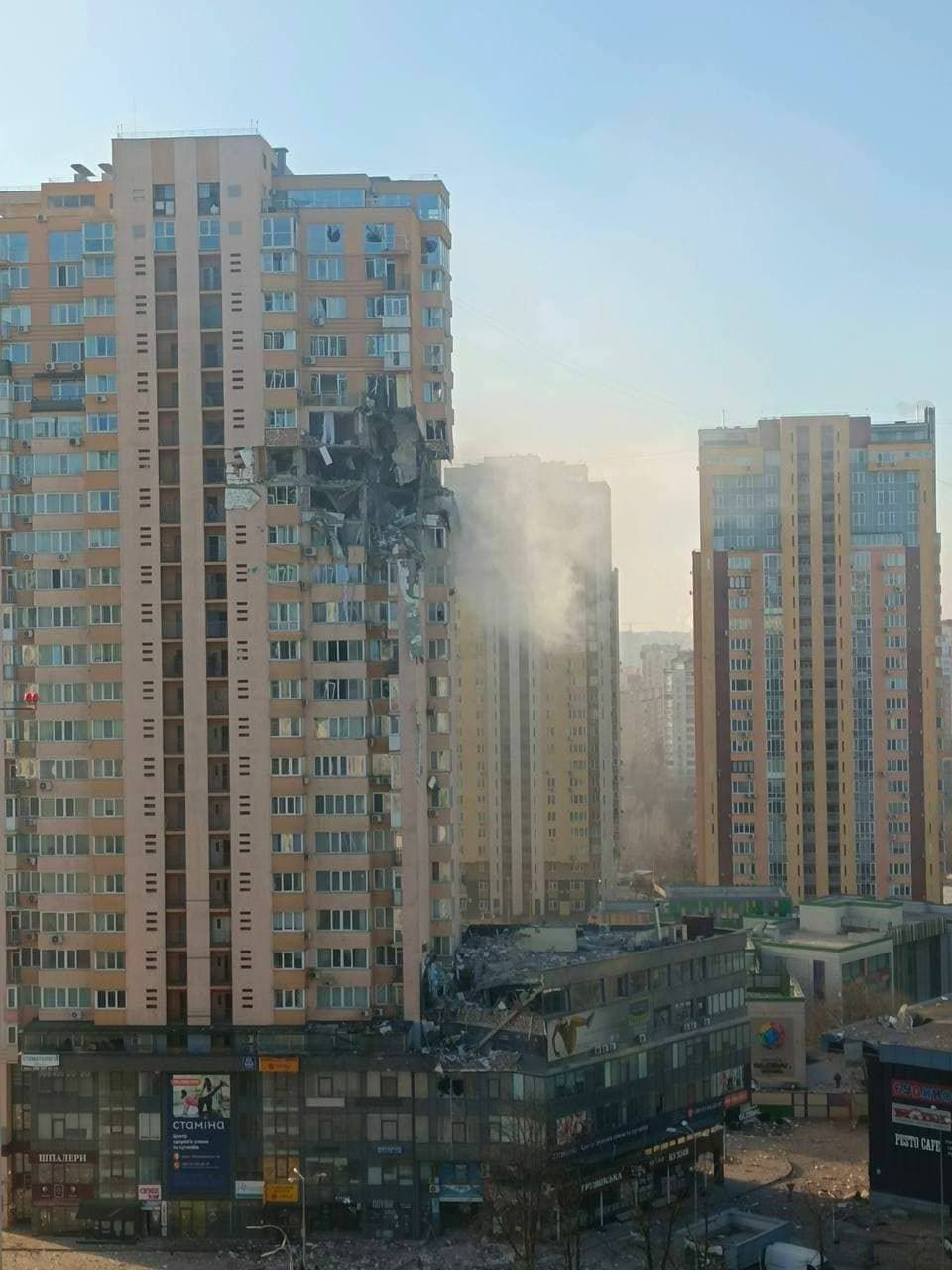
Bloc de apartamente din Kiev lovit de o rachetă rusă, 26 februarie

### 26 februarie
La ora 00:00 (UTC), au fost raportate lupte grele la sud de Kiev, în apropierea orașului Vasylkiv și a bazei sale aeriene. Statul Major General ucrainean a afirmat că un avion de vânătoare ucrainean Su-27 a doborât un avion de transport rusesc Il-76 care transporta parașutiști în apropierea orașului. Primarul din Vasylkiv, Natalia Balasinovici, a declarat că orașul său a fost apărat cu succes de forțele ucrainene și că luptele se terminau.
În jurul orei 03:00, peste 48 de explozii în 30 de minute au fost raportate în jurul Kievului, în timp ce armata ucraineană ar fi luptat în apropierea centralei electrice CHP-6 din cartierul nordic Troieshchyna. BBC News a relatat că atacul ar putea fi o încercare de a întrerupe alimentarea cu energie electrică a orașului. Lupte grele au fost raportate în apropierea Grădinii Zoologice din Kiev și a cartierului Shuliavka. La începutul zilei de 26 februarie, armata ucraineană a declarat că a respins un atac rusesc asupra unei baze militare situate pe Bulevardul Peremohy, un drum principal din Kiev; de asemenea, a afirmat că a respins un asalt rusesc asupra orașului Mykolaiv de la Marea Neagră.
Oficialii americani au declarat că un avion de transport rusesc Il-76 a fost doborât de forțele ucrainene în apropiere de Bila Tserkva, la aproximativ 80 de kilometri la sud de Kiev. Președintele Zelenskyy, rămas la Kiev, a refuzat ofertele americane de evacuare, solicitând în schimb mai multe muniții pentru trupele ucrainene.
Sute de victime au fost raportate în timpul luptelor din timpul nopții la Kiev, unde bombardamentele au distrus o clădire de apartamente, poduri și școli. La ora 11:00, Statul Major General ucrainean a raportat că avioanele sale au efectuat 34 de ieșiri în ultimele 24 de ore, ceea ce indică faptul că Rusia a continuat, în mod neașteptat, să nu reușească să obțină superioritatea aeriană.
După-amiază, majoritatea forțelor rusești care se adunaseră în jurul Ucrainei luptau în țară. Primarul orașului Kiev, Vitaly Klitschko, a impus un stingher de la ora 17.00 sâmbătă până luni la ora 8.00, avertizând că oricine se afla afară în acest interval de timp va fi considerat inamic de sabotaj și grupuri de recunoaștere. Conexiunile la internet au fost întrerupte în unele părți ale Ucrainei, în special în sud și în est. Ca răspuns la o solicitare din partea lui Mykhailo Fedorov, viceprim-ministrul Ucrainei, Elon Musk a anunțat că a pornit serviciul său Starlink în Ucraina, cu "mai multe terminale pe drum".
Reprezentantul Ministerului ucrainean de Interne, Vadym Denysenko, a declarat că forțele rusești au avansat și mai mult spre Enerhodar și Centrala Nucleară Zaporizhia. El a declarat că acestea au desfășurat acolo rachete Grad și a avertizat că ar putea ataca centrala. Administrația regională de stat din Zaporizhia a declarat că forțele rusești care au avansat spre Enerhodar s-au întors ulterior în aceeași zi la Bolshaya Belozerka, un sat situat la 30 de kilometri de oraș.
O navă cargo deținută de japonezi, MV Namura Queen, cu 20 de membri ai echipajului la bord, a fost lovită de o rachetă rusească în Marea Neagră. O navă moldovenească, MV Millennial Spirit, a fost, de asemenea, bombardată de o navă de război rusă, provocând răni grave.
Ramzan Kadîrov, șeful Republicii Cecene, a confirmat că Kadyrovtsy, unități loiale Republicii Cecene, au fost desfășurate și în Ucraina. Oleksiy Danilov, secretarul Consiliului pentru Securitate Națională și Apărare al Ucrainei, a declarat că membri ai Serviciului Federal de Securitate al Rusiei au informat Ucraina că Kadyrovtsy încearcă să se infiltreze în Kiev și să-l asasineze pe președintele Zelenski. Danilov a declarat că Kadyrovtsy s-a împărțit în două grupuri, unul dintre ele fiind distrus de forțele ucrainene.
Un băiat de șase ani a fost ucis și mai mulți alții au fost răniți când focuri de artilerie au lovit Spitalul de copii Okhmatdyt din Kiev. Armata ucraineană a afirmat că a aruncat în aer un convoi de 56 de cisterne în regiunea Cernihiv care transportau motorină pentru forțele rusești.

### 27 februarie
Noaptea a apărut informația că o conductă de gaz de lăngă Harkov a fost aruncată în aer de un atac rus, în timp ce un depozit de petrol din satul Kreacikî lângă Vasîlkiv a luat foc după ce a fost lovit de rachete. Luptele grele din apropierea bazei aeriene Vasylkiv i-au împiedicat pe pompieri să facă față incendiului. Tot în cursul nopții, s-a raportat că un grup de romi ucraineni au capturat un tanc rusesc în Liubymivka, în apropiere de Kakhovka, în regiunea Kherson. În plus, Biroul prezidențial a declarat că aeroportul Zhuliany a fost de asemenea bombardat. Separatiștii susținuți de Rusia în provincia Luhansk au declarat că un terminal petrolier din orașul Rovenky a fost lovit de o rachetă ucraineană.
Primarul din Nova Kakhovka, Vladimir Kovalenko, a confirmat că orașul a fost cucerit de trupele rusești și le-a acuzat că au distrus așezările Kozatske și Vesele. Trupele rusești au intrat, de asemenea, în Harkov, luptele având loc pe străzile orașului, inclusiv în centrul acestuia. În același timp, tancurile rusești au început să împingă în Sumy. Între timp, Ministerul rus al Apărării a anunțat că forțele rusești au înconjurat complet Kherson și Berdiansk, pe lângă capturarea orașului Henichesk și a Aeroportului Internațional Kherson din Cernobaevka. La începutul după-amiezii, guvernatorul regiunii Harkov, Oleh Synyehubov, a declarat că forțele ucrainene au recâștigat controlul total al Harkovului, iar autoritățile ucrainene au declarat că zeci de trupe rusești din oraș s-au predat. Hennadiy Matsegora, primarul orașului Kupiansk, a fost de acord ulterior să predea controlul orașului forțelor ruse.
Într-o alocuțiune televizată, președintele Putin a ordonat ministrului Apărării și șefului Statului Major General "să pună forțele de descurajare ale armatei ruse într-un mod special de serviciu de luptă", ca răspuns la ceea ce el a numit "declarații agresive" din partea membrilor NATO. Expresia folosită de Putin, și anume "modul special de serviciu de luptă", nu a fost cunoscută pe baza unor surse deschise. Pretinsul ordin a fost interpretat ca o amenințare și a fost întâmpinat cu critici din partea NATO, UE și a Organizației Națiunilor Unite (ONU); secretarul general al NATO, Jens Stoltenberg, l-a descris ca fiind "periculos și iresponsabil", în timp ce oficialul ONU, Stéphane Dujarric, a calificat ideea unui război nuclear drept "de neconceput".

### 28 februarie
Lupte au avut loc în jurul Mariupol pe tot parcursul nopții. În dimineața zilei de 28 februarie, Ministerul britanic al Apărării a declarat că majoritatea forțelor terestre rusești au rămas la peste 30 km la nord de Kiev, după ce au fost încetinite de rezistența ucraineană la aeroportul Hostomel. De asemenea, a declarat că luptele aveau loc în apropiere de Cernihiv și Harkov, și că ambele orașe rămâneau sub control ucrainean. Maxar Technologies a publicat imagini din satelit care arătau o coloană rusă, inclusiv tancuri și artilerie autopropulsată, care se deplasa spre Kiev în apropiere de Ivankiv. Firma a declarat inițial că convoiul avea o lungime de aproximativ 27 de kilometri, dar a clarificat mai târziu în aceeași zi că coloana avea de fapt o lungime de peste 64 de kilometri (40 mi).
The Times a raportat că Grupul Wagner a fost redislocat din Africa la Kiev, pentru a-l asasina pe Zelenski în primele zile ale invaziei ruse.
Consilierul ucrainean Oleksiy Arestovych a afirmat că peste 200 de vehicule militare rusești au fost distruse sau avariate pe autostrada dintre Irpin și Zhytomyr până la ora 14:00 EET. Ihor Terejov, primarul din Harkov, a declarat că nouă civili au fost uciși și 37 au fost răniți din cauza bombardamentelor rusești asupra orașului în cursul zilei. Oksana Markarova, ambasadorul ucrainean în SUA, a acuzat Rusia că a folosit o bombă cu vid.cc
Discuțiile dintre reprezentanții Ucrainei și ai Rusiei de la Gomel, Belarus, s-au încheiat fără niciun progres. Ca o condiție pentru a pune capăt invaziei, Putin a cerut neutralitatea Ucrainei, "denazificarea" și "demilitarizarea", precum și recunoașterea Crimeei ca teritoriu rusesc.
Rusia a intensificat loviturile asupra aerodromurilor și centrelor logistice ucrainene, în special în vest, într-o încercare aparentă de a imobiliza forțele aeriene ucrainene și de a întrerupe aprovizionarea din partea națiunilor din vest. În nord, ISW a calificat decizia de a folosi artileria grea în Harkov drept "o inflexiune periculoasă". Forțe rusești suplimentare și coloane logistice în sudul Belarusului păreau să manevreze pentru a sprijini un asalt al Kievului. Un analist de la Institutul Regal al Serviciilor Unite a declarat că armata regulată ucraineană nu mai funcționează în formațiuni, ci în linii de apărare în mare parte fixe, fiind din ce în ce mai mult integrată cu Forțele de Apărare Teritorială și cu voluntari înarmați.

## Martie 2022

### 1 martie
Potrivit lui Dmytro Zhyvytskyi, guvernatorul regiunii Sumy, peste 70 de soldați ucraineni au fost uciși în timpul bombardamentelor rusești asupra unei baze militare din Okhtyrka. O rachetă rusă a lovit ulterior clădirea administrației regionale din Harkov, ucigând 10 civili și rănind alți 35.
În sudul Ucrainei, orașul Herson a fost atacat de forțele ruse. Guvernul ucrainean a anunțat că va vinde obligațiuni de război pentru a-și finanța forțele armate.
Parlamentul ucrainean a declarat că forțele armate ale Belarusului s-au alăturat invaziei rusești și se află în regiunea Cernihiv, la nord-est de capitală. UNIAN a raportat că o coloană de 33 de vehicule militare a intrat în regiune. SUA nu au fost de acord cu aceste afirmații, afirmând că nu există "niciun indiciu" că Belarusul ar fi invadat. Cu câteva ore înainte, președintele belarus Lukașenko a declarat că Belarusul nu se va alătura războiului.

### 2 martie
Armata ucraineană a raportat un atac al parașutiștilor ruși asupra nord-vestului Harkovului, unde un spital militar a fost atacat. Jîvîțkîi a declarat că forțele ruse au capturat Trosteaneț după ce au intrat în el la 01:03.
Consilierul ucrainean Oleksi Arestovici a declarat că forțele ucrainene au pornit în ofensivă pentru prima dată în timpul războiului, înaintând spre Horlivka. Trupele rusești au avansat, de asemenea, și au capturat orașul Herson.
Valerii Zaluzhnyi, comandantul-șef al Forțelor Armate ucrainene, a declarat că forțele ucrainene au recucerit Makarov.

### 3 martie
În timpul celei de-a doua runde de discuții, Rusia și Ucraina au convenit să deschidă coridoare umanitare pentru evacuarea civililor. Nava de marfă Estonă s-a scufundat pe jumătate după o explozie lângă Odessa; toți cei șase membri ai echipajului de la bordul navei au supraviețuit.
Ministerul Federal German pentru Afaceri Economice a autorizat furnizarea a 2.700 de rachete sol-aer (SAM) către Ucraina.
Ministerul rus al Apărării a susținut că a capturat Balaklia. Între timp, Zelenski a cerut să poarte discuții directe cu Putin, spunând că acestea sunt "singura modalitate de a opri acest război".

### 4 martie
La centrala nucleară Zaporjie, un proiectil a lovit în incinta centralei, provocând un incendiu localizat într-o clădire care nu face parte din reactoare. Inspectoratul de Stat pentru Reglementare Nucleară al Ucrainei a declarat că nu au existat modificări ale nivelului de radiații, iar oficialii au raportat că incendiul a fost stins după câteva ore. Transformatorul unității 6 a fost, de asemenea, avariat. După o bătălie în care au murit trei soldați ucraineni, trupele rusești au ocupat centrala electrică. Reprezentantul Ministerului rus al Apărării, Igor Konașenkov, a anunțat că atacul asupra centralei electrice a fost o tentativă de provocare din partea unui grup de sabotaj ucrainean. Secretarul Consiliului pentru Securitate Națională și Apărare al Ucrainei, Oleksiy Danilov, a declarat că bombardarea centralei electrice a fost efectuată de partea rusă.
Secretarul General al NATO, Jens Stoltenberg, a respins cererea Ucrainei de a impune o zonă de interdicție aeriană asupra țării, afirmând că aceasta va duce la un război deplin cu Rusia.

### 5 martie
Forțele Armate ale Federației Ruse au anunțat încetarea focului pentru organizarea coridoarelor umanitare de la Mariupol pentru a permite aproximativ 200.000 de civili să evacueze orașul care nu are apă și electricitate. Între timp, Arestovych a declarat că trupele ruse au capturat Bucha și Hostomel în timpul zilei.

### 6 martie
Aeroportul Internațional din Vinița a fost distrus după ce a fost lovit de atacuri cu rachete rusești în timpul zilei. Uzina de blindaje de la Zhytomyr a fost distrusă, de asemenea, într-un atac aerian rusesc. O a doua încercare de evacuare a civililor din Mariupol a fost între timp eșuată. Un oficial american din domeniul apărării a declarat ulterior că aproximativ 95% din trupele pe care Rusia le staționase în jurul Ucrainei înainte de începerea războiului se aflau în interiorul țării.

### 7 martie
Ministerul rus al Apărării a declarat că va deschide șase coridoare umanitare. Guvernul ucrainean a criticat anunțul, deoarece doar două dintre ele ar conduce la alte teritorii ucrainene, în timp ce celelalte ar conduce la Rusia sau Belarus.
Un oficial american al apărării a declarat că Rusia a lansat aproape 100% din forțele pe care le-a adunat în jurul Ucrainei înainte de invazie și a tras peste 625 de rachete.

### 8 martie
O altă tentativă de evacuare a civililor din Mariupol a fost împiedicată, guvernul ucrainean acuzând forțele ruse că au vizat coridorul de evacuare. Cu toate acestea, civilii au putut fi evacuați din Sumî, prima evacuare de acest fel ca parte a unui acord între Ucraina și Rusia privind coridoarele umanitare.

### 9 martie
Polonia s-a oferit să transfere gratuit toate cele 23 de avioane de luptă MiG-29 ale sale către Statele Unite și să le livreze la baza aeriană Ramstein din Germania, urmând ca Statele Unite să le livreze Ucrainei. SUA au respins propunerea, Pentagonul declarând că propunerea Poloniei "nu este sustenabilă".

### 10 martie
Turcia a găzduit în Antalya o reuniune trilaterală între miniștrii de externe. Dmytro Kuleba, ministrul ucrainean de externe, a descris întâlnirea sa cu Lavrov ca fiind dificilă, deoarece nu a dus la niciun rezultat.
Un oficial de rang înalt din cadrul Departamentului american al Apărării a afirmat că, în vestul Kievului, militarii ruși au avansat cu aproximativ 5 kilometri mai aproape de centrul Kievului, în apropiere de aeroportul Hostomel. Coloana care avansa dinspre est se afla între timp la 40 de kilometri de Kiev. În plus, el a afirmat că Cernihiv era acum "izolat". Între timp, forțele ucrainene au întins o ambuscadă unei coloane rusești în raionul Brovary și au forțat-o să se retragă după ce au distrus mai multe tancuri și au ucis un comandant de tanc.

### 11 martie
Potrivit oficialilor ucraineni, primarul din Melitopol, Ivan Fedorov, a fost răpit de soldații ruși. În altă parte, un comandant rus de rang înalt, generalul-maior Andrei Kolesnikov, a fost raportat de oficialii ucraineni că a fost ucis în acțiune. Oficialii occidentali consideră că aproximativ 20 de generali majori ruși luau parte personal la invazie pentru a motiva trupele ruse demoralizate.
Luptele s-au intensificat în cursul zilei la nord-est și la est de Kiev. Între timp, Ministerul rus al Apărării a declarat că forțele Republicii Populare Donețk au capturat Volnovaha în cursul zilei.
Președintele Putin a aprobat desfășurarea a până la 16.000 de voluntari din Orientul Mijlociu în Ucraina în cursul zilei de astăzi, Grupul Wagner fiind deja informat că a recrutat peste 4.000 de sirieni. Luptători din Republica Centrafricană au afirmat, de asemenea, că se pregătesc să lupte pentru Rusia în Ucraina.

### 12 martie
Lupte grele au avut loc la nord de Kiev și în jurul altor orașe asediate în cursul zilei, în timp ce oficialii ucraineni au declarat că ciocnirile și loviturile aeriene rusești amenințau evacuările civililor. Forțele rusești au distrus baza aeriană Vasylkiv, în timp ce Ministerul rus al Apărării a afirmat, de asemenea, că au distrus principalul centru de informații radio și electronice al forțelor ucrainene din Brovarî.
Statul Major General al forțelor armate ucrainene a declarat că înaintarea Rusiei a încetinit și a fost oprită în multe locuri. Între timp, vicepremierul ucrainean Iryna Vereshchuk a declarat că aproximativ 13.000 de civili au fost evacuați în cursul zilei.
Oficialii ucraineni au acuzat Rusia că a folosit bombe cu fosfor în timpul atacului de la Popasna, la sfârșitul zilei de 12 martie. Între timp, mănăstirea Sviatohirsk Lavra a fost avariată în bombardamentele rusești din jurul orei 22:00.

### 13 martie
Potrivit guvernatorului regiunii Liov, Maksym Kozytskyy, forțele rusești au bombardat cu peste 30 de rachete Centrul Internațional pentru Menținerea Păcii și Securitate din Iavoriv, o bază militară folosită de armata ucraineană pentru a organiza majoritatea exercițiilor cu țările NATO. Acesta a declarat ulterior că 35 de persoane au fost ucise și 134 au fost rănite, în timp ce Ministerul rus al Apărării a afirmat că până la 180 de mercenari non-ucraineni au fost uciși și că multe arme furnizate Ucrainei de alte națiuni au fost distruse. Aceasta a fost cea mai vestică lovitură efectuată de Rusia de la începutul războiului. De asemenea, a afirmat că o altă instalație militară ucraineană din Starichi a fost lovită, în timp ce primarul din Ivano-Frankivsk a declarat că aeroportul orașului a fost lovit din nou.
Lupte grele au fost raportate pe mai multe fronturi în cursul zilei. Ucraina a susținut că a contraatacat în regiunea Harkov și în jurul Mykolaiv, în timp ce Ministerul britanic al Apărării a declarat că forțele rusești încercau să izoleze forțele ucrainene din estul Ucrainei și că marina rusă a stabilit efectiv o blocadă în jurul coastei ucrainene a Mării Negre, oprind comerțul maritim internațional al acesteia.
Președintele Zelenski a declarat că aproape 125.000 de civili au fost evacuați în cadrul acordului privind coridorul umanitar, în timp ce negociatorii ruși și ucraineni au raportat progrese în discuțiile de pace. Un jurnalist american, Brent Renaud, a fost împușcat mortal în Irpin în urma focului deschis de forțele ruse, potrivit departamentului de poliție din Kiev.

### 14 martie
Denis Pușilin, șeful RPD, a declarat că au doborât o rachetă ucraineană Tochka-U deasupra orașului Donețk în cursul dimineții, dar centrul orașului a fost lovit de fragmentele rachetei. Ministerul rus al Apărării a declarat că 23 de civili au fost uciși. Cu toate acestea, armata ucraineană a susținut că în spatele atacului s-au aflat forțele rusești. Tot Ministrul rus al Apărării a promis că va lua măsuri pentru a distruge unitățile din industria de apărare a Ucrainei.
O lovitură de rachetă rusă a lovit un turn de transmisie în satul Antopi din regiunea Rivne, potrivit guvernatorului regiunii, Vitaliy Koval. Șeful Administrației militare regionale din Rivne, Vitaliy Kova, a declarat ulterior că 21 de civili au fost uciși și nouă au fost răniți. Guvernatorul regiunii Dnipro, Valentin Reznichenko, a declarat că bombardamentele rusești asupra Aeroportului Internațional Dnipro în timpul nopții au distrus pista și au avariat terminalul. Civilii au putut evacua Mariupol pentru prima dată în timpul zilei.

### 15 martie
Ministerul rus al Apărării a afirmat la 15 martie că forțele rusești au preluat controlul complet al regiunii Herson și au doborât șase drone Bayraktar TB2 în ultimele 24 de ore. Navele de debarcare ale marinei rusești se apropiau între timp de coasta Odesa.
În aceeași zi, președintele Zelenski a declarat că Ucraina nu va adera prea curând la NATO și că "acesta este un adevăr care trebuie recunoscut". Prim-ministrul Republicii Cehe, Petr Fiala, prim-ministrul Sloveniei, Janez Janša, prim-ministrul Poloniei, Mateusz Morawiecki, și viceprim-ministrul Poloniei, Jarosław Kaczyński, au vizitat ulterior Kievul și s-au întâlnit cu Zelenski pentru a-și arăta sprijinul pentru Ucraina.

### 16 martie
Ambasada SUA la Kiev a afirmat că forțele rusești au împușcat și ucis 10 persoane care stăteau la coadă pentru pâine în Cernihiv, deși nu a furnizat nicio dovadă. Ulterior, alte persoane au postat videoclipuri pe rețelele de socializare care arătau presupusele consecințe.
Ulterior, Ucraina a anunțat că forțele sale au început o contraofensivă pentru a respinge forțele rusești care se apropiau de Kiev, cu lupte la Bucha, Hostomel și Irpin. În plus, forțele ucrainene au început, de asemenea, o ofensivă în apropiere de Nicolaev spre Herson.

### 17 martie
În cursul zilei, orașul Rubijne, din estul Ucrainei, a fost capturat de Rusia. Orașul Izium, tot în estul Ucrainei, ar fi fost capturat, deși luptele continuă.

### 18 martie
Lovituri ale artileriei rusești asupra cazărmii militare ucrainene din Nikolaiev, unde erau staționați aproximativ 200 de soldați. Se presupune că aproape toți cei 200 de soldați au fost uciși, deoarece doar un singur supraviețuitor a fost scos din dărâmături a doua zi, iar temperaturile au ajuns sub 6 °C în timpul nopții.

### 19 martie
Forțele ruse au bombardat o școală de artă din Mariupol, unde se adăposteau 400 de persoane.

### 20 martie
Comandantul adjunct al Flotei ruse a Mării Negre, Andrey Paliy, a fost confirmat că a fost împușcat mortal de forțele ucrainene.
În jurul orei locale 23.00, centrul comercial Retroville din Kiev, din districtul Podilskyi, a fost lovit de o rachetă rusă Kalibr. În centrul comercial se depozitau echipamente pentru forțele ucrainene. Atacul s-a soldat cu cel puțin 8 morți.

### 21 martie
O scurgere de amoniac a avut loc la uzina chimică Sumykhimprom, situată în Sumî, Ucraina.

### 22 martie
Agenția de stat ucraineană responsabilă de zona de excludere de la Cernobîl a anunțat că forțele rusești au distrus un nou laborator de la centrala nucleară de la Cernobîl. Laboratorul, care a fost deschis în 2015, lucra, printre altele, la îmbunătățirea gestionării deșeurilor radioactive. "Laboratorul conținea mostre foarte active și mostre de radionuclizi care se află acum în mâinile inamicului, care sperăm că își va face rău singur și nu lumii civilizate", a precizat agenția în declarația sa.

### 23 martie
Un înalt oficial american din domeniul apărării a declarat că forțele ucrainene au împins forțele rusești înapoi pe linia frontului la est de Kiev. Oficialul a adăugat că forțele rusești au devenit mai active în partea de est a Ucrainei, în zona Donbas, spunând că acestea "aplică mult mai multă energie" în regiunile Luhansk și Donețk.

### 24 martie
În jurul orei locale 07:45, o explozie a avut loc la bordul navei de debarcare din clasa Alligator a Marinei ruse Saratov în timp ce nava era acostată în Berdiansk. Forțele ucrainene au susținut că au lovit nava cu o rachetă balistică Tochka, dar cauza exploziei nu a fost încă verificată. Celelalte două nave de debarcare care însoțeau nava au părăsit rapid portul (una dintre ele fiind în flăcări), iar în prezent nu se știe dacă au suferit vreo avarie în timpul exploziei și incendiului ulterior de la bordul Saratov. 
Reprezentantul oficial al Ministerului rus al Apărării, Igor Konașenkov, a declarat că în dimineața zilei de 24 martie, orașul Izium a fost preluat în totalitate sub controlul unităților armatei ruse. Acest lucru a fost negat ulterior de oficialii ucraineni.

### 25 martie
Forțele ucrainene au organizat contraatacuri în apropierea estică a Kievului, recucerind unele așezări precum Lukyanivka și poziții defensive. La nord-vestul imediat al capitalei, luptele pentru Irpin au continuat, cea mai mare parte a orașului rămânând în mâinile ucrainenilor, pe fondul tirurilor susținute de artilerie rusească. Forțele rusești au preluat orașul Slavutych, la nord de Kiev, în apropiere de centrala nucleară de la Cernobîl. O lovitură aeriană ucraineană asupra unui post de comandă al Armatei a 49-a ruse de pe aerodromul Ciornobaiivka din Raionul Kherson l-a ucis pe generalul rus Iakov Rezantsev.
Rușii au continuat să vizeze infrastructura militară și civilă în cadrul unei campanii de bombardamente, lovind centrul de comandă al Forțelor Aeriene ucrainene din Vinnîțea, în vestul Ucrainei. Generalul-colonel Sergey Rudskoy, prim-adjunctul șefului Statului Major General al Rusiei, a afirmat, în cadrul unei conferințe de presă, că "prima etapă" a operațiunii militare rusești a fost atunci finalizată, obiectivul lor principal fiind acum centrat pe "eliberarea Donbasului".

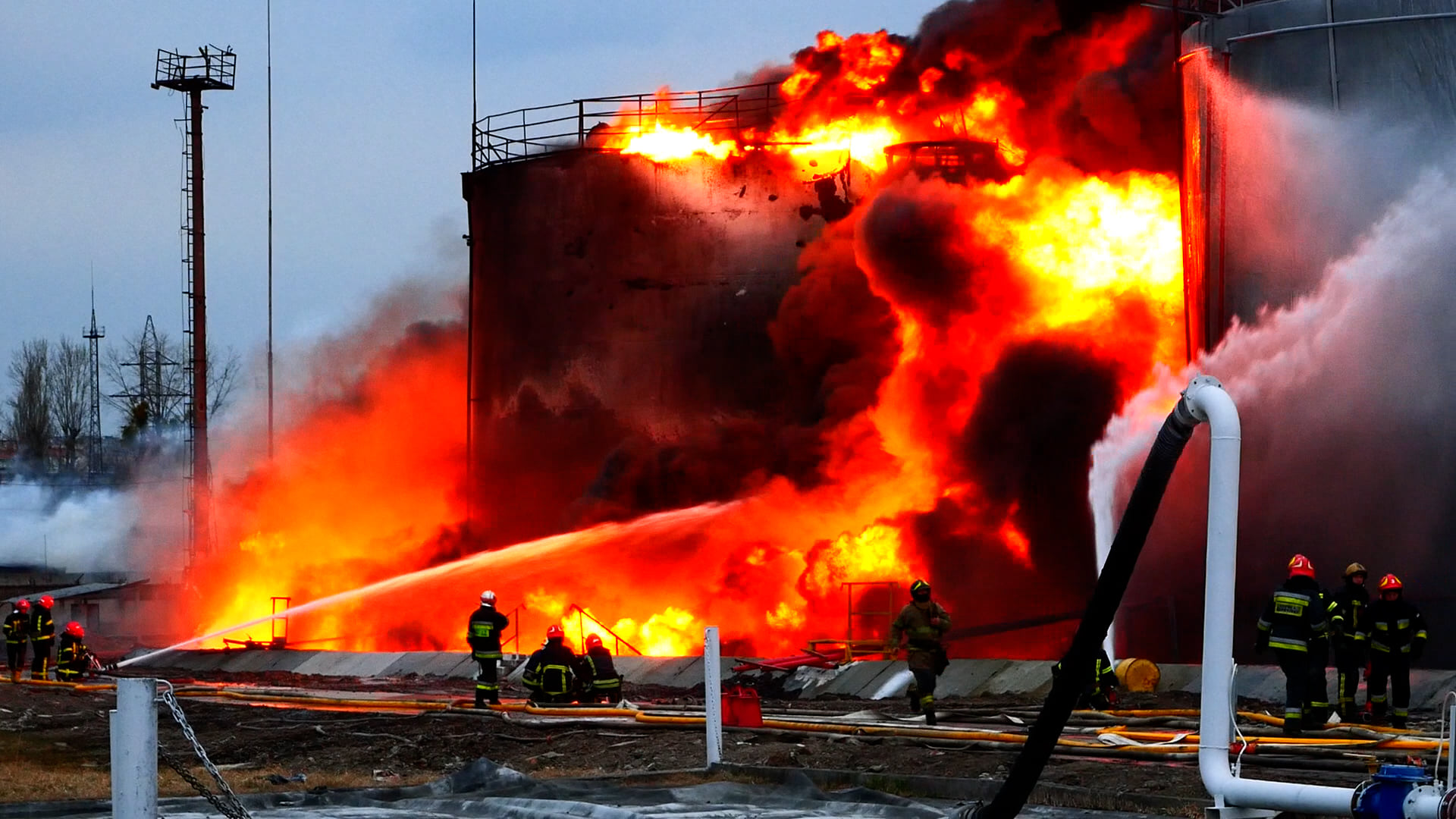
Incendiu la un depozit de combustibil din Liov după loviturile cu rachete, 26-27 martie

### 26 martie
Armata ucraineană a raportat că a recucerit orașul Trosteaneț - situat strategic între așezările mai mari din Sumî și Harkov - și satele Poltavka și Malynivka la est de Huliaipole, în regiunea Zaporizhzhia. Un contraatac ucrainean a continuat, de asemenea, la est de orașul Harkov, ceea ce a dus la recuperarea mai multor așezări, cum ar fi satul Vilkhivka, puternic contestat.
Inspectoratul de Stat pentru Reglementare Nucleară din Ucraina a declarat că instalația experimentală a sursei de neutroni din cadrul Institutului de Fizică și Tehnologie din Harkov a fost bombardată de forțele rusești, adăugând că luptele au făcut imposibilă evaluarea pagubelor.
Loviturile rachetelor rusești au vizat, de asemenea, instalații industriale și militare, inclusiv depozite de combustibil și o fabrică de reparații radio din Liov, în vestul Ucrainei, atingând limitele orașului pentru prima dată în cursul invaziei militare în curs.
Atacul a coincis cu un discurs al președintelui american Biden la Varșovia, capitala Poloniei vecine, în care a promis sprijin continuu Ucrainei și a declarat că președintele Putin nu poate "rămâne la putere". Casa Albă a precizat ulterior că nu a fost un apel la o schimbare de regim.

### 27 martie
Armata rusă a continuat atacurile cu rachete în Ucraina, inclusiv în orașele Luțk, Harkov, Jîtomîr și Rivne, în timp ce Mariupol a fost din nou supus unui bombardament. Oficialii ucraineni din domeniul apărării au raportat că forțele rusești - ofensiva lor terestră fiind în mare parte blocată - încercau să se regrupeze și să stabilească un "coridor" în jurul Kievului pentru a bloca rutele de aprovizionare către capitală. Armata ucraineană a afirmat la 28 martie că patru avioane rusești, un elicopter, două drone și două rachete de croazieră au fost doborâte în ultimele 24 de ore.
Armata ucraineană și-a continuat contraofensiva în unele zone din regiunea Harkov, în apropiere de granița cu Rusia, revendicând controlul deplin asupra Mala Rohan și a unei mari părți din Vilkhivka. Potrivit armatei ucrainene, rușii au abandonat în mare parte înaintarea lor în regiunea Sumî, dar s-au regrupat și au contraatacat la Izium. Forțele pro-ruse ale Republicii Populare Luhansk au afirmat că armata ucraineană a pierdut 60 de oameni, șase tancuri și trei transportoare blindate de trupe în regiune la 27 martie.
Șeful Serviciului de informații al apărării din Ucraina, generalul de brigadă Kyrylo Budanov, a declarat că eforturile Rusiei de a răsturna guvernul ucrainean au eșuat și că Putin încearcă acum să divizeze Ucraina după "scenariul coreean". Președintele Volodîmîr Zelenski a declarat într-un interviu acordat jurnaliștilor independenți ruși că guvernul său este pregătit să accepte un statut neutru, nenuclear, ca parte a unui acord de pace cu Rusia, dar că orice acord ar necesita aprobarea printr-un referendum național.

### 28 martie
Ministerul ucrainean al Apărării a declarat că forțele rusești se regrupează pentru a avansa spre regiunile Donețk și Luhansk, controlate parțial de separatiștii susținuți de Rusia, aducând în același timp mai multe nave de război în Marea Neagră și Azov mai aproape de linia de coastă, probabil pentru a efectua mai multe atacuri cu rachete în Ucraina. Pe frontul din Kiev, suburbiile vestice ale orașelor Bucea, Irpin, Hostomel și Makariv, precum și traseul dinspre și spre orașul Jîtomîr, la vest, și zonele de la nord de Vîșhorod au rămas subiectul bombardamentelor rusești.
Luptele grele au continuat în Mariupol. Oficialii ucraineni au acuzat armata rusă că a deportat cu forța civili locali, inclusiv copii, în Rusia. Ministerul ucrainean al Afacerilor Externe a descris orașul asediat ca fiind transformat în "praf" de către armata rusă. Primarul din Mariupol, Vadym Boychenko, a cerut evacuarea completă a populației rămase în oraș.
Ministerul rus al Apărării a declarat la 29 martie că a distrus cu rachete de croazieră, în seara zilei de 28 martie, un mare depozit de combustibil din regiunea ucraineană Rivne.

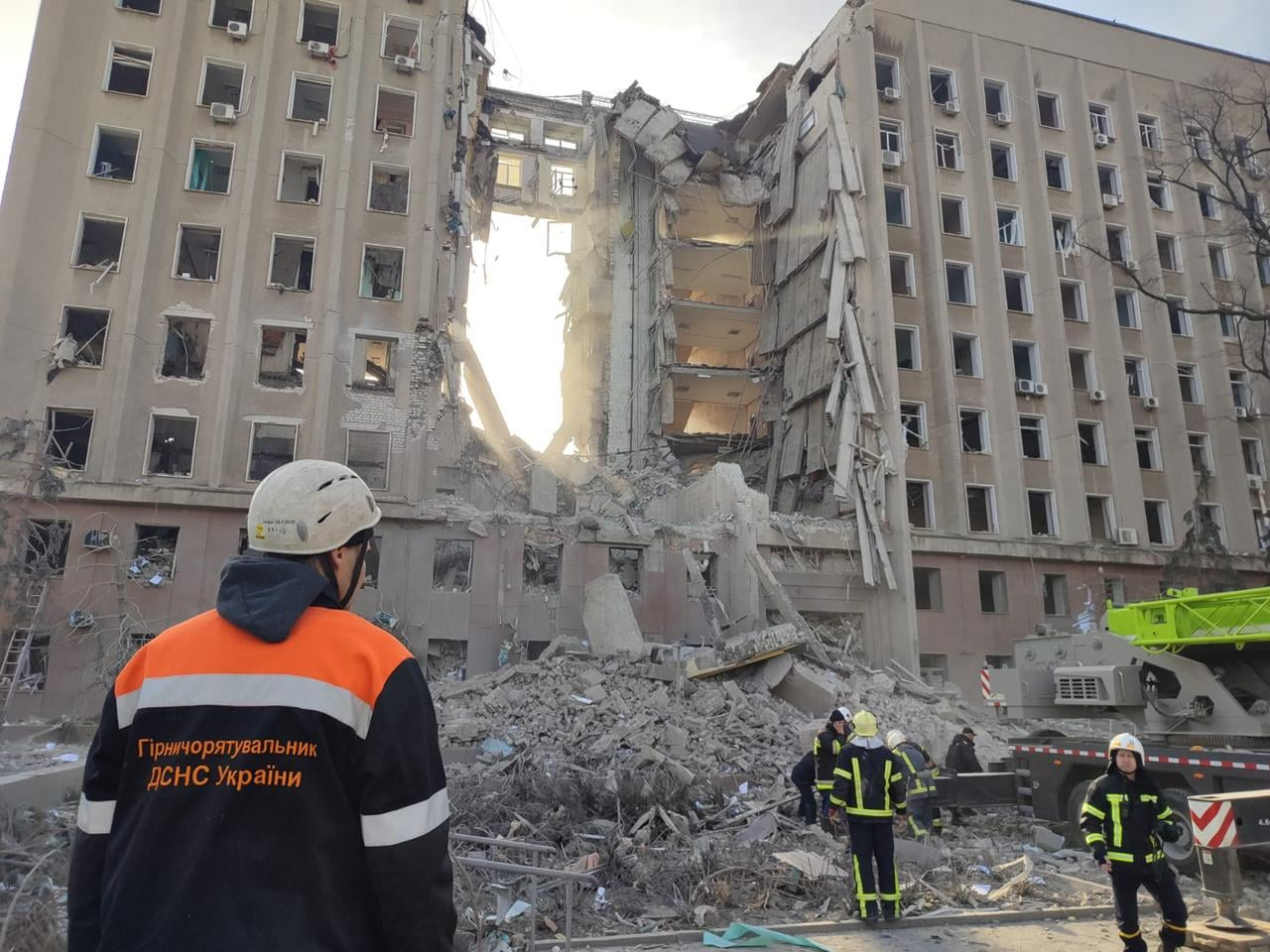
Cladirea administratiei regionale de stat din Nicolaev după atacul cu rachete

### 29 martie
Negociatorii ucraineni și ruși s-au întâlnit la Istanbul, în Turcia, pentru o nouă rundă de discuții personale. Ucraina a propus adoptarea unui statut de neutralitate în schimbul unor garanții de securitate în conformitate cu articolul 5 al NATO. Propunerile au inclus, de asemenea, o perioadă de consultare de 15 ani privind statutul Crimeei anexate de Rusia și întoarcerea tuturor forțelor rusești pe pozițiile de dinaintea invaziei. Ministerul rus al Apărării a anunțat "reducerea drastică a activității militare" pe fronturile de la Kiev și Cernihiv, ceea ce, după cum a precizat consilierul prezidențial rus Vladimir Medinski, nu echivala cu o încetare a focului. Departamentul de Apărare al Statelor Unite a avertizat că o mișcare observată a unor elemente ale armatei ruse în afara Kievului a fost probabil "o repoziționare, nu o retragere reală".
În ciuda negocierilor, atacurile aeriene și luptele terestre au continuat fără încetare. Armata ucraineană a raportat că a reușit să rețină forțele de invazie rusești în est, sud-est și nord-est, contraatacând în anumite zone. Un atac aerian rusesc a lovit o clădire a guvernului regional din Nicolaev, în sud-vestul Ucrainei, provocând moartea a cel puțin 35 persoane și rănirea altor 33.
La sfârșitul zilei de 29 martie, oficialii locali au raportat o serie de explozii în afara orașului rus Belgorod, aproape de granița cu Ucraina. Potrivit agenției rusești Tass, o tabără militară temporară rusă a fost lovită de un obuz tras dinspre partea ucraineană, provocând cel puțin patru răniți.

### 30 martie
Armata rusă a continuat să afirme că este în curs o de-escaladare în jurul Kievului și al Cernihivului pentru o "regrupare planificată a trupelor", pentru a se concentra asupra regiunii Donbas. Ministerul ucrainean al Apărării a declarat că nu a observat nicio retragere masivă a forțelor rusești, dar că unități individuale au fost retrase pentru a reface pierderile grele pe care le-au suferit. Între timp, luptele grele și bombardamentele au continuat la periferia Kievului, inclusiv în jurul orașului Irpin.

### 31 martie
Armata rusă și-a mărit numărul de atacuri aeriene, atacurile aeriene vizând în principal zonele Kiev, Cernihiv, Izium, la sud de Harkov, și regiunea Donbas. Potrivit companiei nucleare de stat ucrainene Energoatom, cea mai mare parte a trupelor rusești s-au retras de la centrala nucleară de la Cernobîl spre granița ucraineană. De asemenea, un oficial al apărării din Statele Unite a raportat că forțele rusești s-au retras în zonele de la nord și nord-vest de Kiev, inclusiv în zona aeroportului Hostomel. Forțele ruse au afirmat că au capturat Zolota Nyva în regiunea Donețk și Jitlovka în regiunea Luhansk.

## Aprilie 2022

### 1 aprilie
Guvernatorul regional al regiunii Belgorod, Viaceslav Gladkov, a afirmat că două elicoptere militare ucrainene Mi-24 au lovit vineri un depozit de combustibil din orașul Belgorod, după ce au trecut în Rusia la joasă altitudine. În imaginile surprinse de camerele de supraveghere ale depozitului au arătat o lumină ce părea a fi o rachetă lansată de la joasă altitudine pe cer, urmată de o explozie la sol.

### 2 aprilie
Rachetele rusești au lovit orașele Poltava și Kremenciuk din centrul Ucrainei la începutul zilei de 2 aprilie, avariind infrastructura și clădirile rezidențiale, a declarat șeful regiunii Poltava, Dmytro Lunin: "Orașul Poltava este capitala regiunii Poltava, iar Kremenciuk este unul dintre orașele importante ale zonei". Lunin a declarat ulterior că cel puțin patru rachete au lovit două obiecte de infrastructură din Poltava, în timp ce, potrivit informațiilor preliminare, trei avioane inamice au atacat instalațiile industriale din Kremenchuk. El a adăugat, de asemenea, că nu există informații imediate despre posibile victime. Cu toate acestea, niciunul dintre aceste incidente nu a putut fi verificat imediat.
Ofensiva de la Kiev a eșuat, de asemenea, la câteva zile după ce Rusia a declarat că va retrage o parte din trupele din nordul țării. Rușii s-au retras până la Cernobîl. Adjunctul ministrului ucrainean al apărării, Hanna Maliar, a confirmat ulterior că forțele ucrainene au preluat controlul asupra întregii regiuni Kiev.

### 3 aprilie
În cadrul masacrului de la Bucea, cel puțin 20 de civili ucraineni morți au fost văzuți de reporteri și, potrivit primarului din Bucea 280 de cadavre au fost îngropate în gropi. Human Rights Watch a raportat crime de război în zonele ocupate din Ucraina - execuții, violuri, tortură și jafuri.

### 4 aprilie
Zelenski a acuzat Rusia de genocid și a spus că sancțiunile din partea Occidentului nu sunt "suficiente" pentru a răspunde la acțiunile Rusiei. Statele Unite au început să facă presiuni pentru a suspenda Rusia din Consiliul ONU pentru Drepturile Omului. Putin a semnat un decret care restricționează vizele pentru cetățenii din țările considerate "neprietenoase" cu Rusia.
Președintele Statelor Unite, Joe Biden, a cerut ca Putin să fie judecat pentru crimele de război comise de soldații ruși la Bucea.
Serhiy Haidai, guvernatorul regiunii ucrainene Luhansk, a declarat că o lovitură rusă a lovit un tanc care conținea acid azotic. El a adăugat că incidentul a avut loc în apropierea orașului Rubijne, despre care armata ucraineană a declarat că forțele rusești au încercat să preia controlul. Totuși, această afirmație nu a putut fi verificată în mod independent.

### 5 aprilie
Zelenski s-a adresat Consiliului de Securitate al Organizației Națiunilor Unite în legătură cu evenimentele de la Bucea.
Purtătorul de cuvânt al Kremlinului, Dmitri Peskov, a declarat că Rusia nu se opune unei întâlniri între Putin și Zelenski, dar o astfel de întâlnire va avea loc doar dacă se va conveni în prealabil asupra unui document.

### 6 aprilie
Papa Francisc a criticat "impotența" organizațiilor internaționale care nu au reușit să oprească invazia.
Tirurile de artilerie rusești au ucis cel puțin patru persoane și au rănit alte patru la un punct de distribuire a ajutoarelor umanitare miercuri, în timp ce forțele rusești au bombardat orașe, orașe și infrastructura feroviară din estul Ucrainei, au declarat oficiali locali. Ulterior, Căile Ferate ucrainene au anunțat că au existat mai multe victime după ce trei rachete au lovit o stație de cale ferată nespecificată din estul țării, fără a oferi mai multe detalii.

### 7 aprilie
Ministerul rus al Apărării a declarat că rachetele sale au distrus în cursul nopții patru depozite de combustibil din orașele ucrainene Nicolaev, Harkov, Zaporijjea și Ciuhuiiv. Ministerul a afirmat că instalațiile erau folosite de Ucraina pentru aprovizionarea trupelor sale din apropierea orașelor Nicolaev și Harkov și din regiunea Donbas, în sud-estul îndepărtat.
Adunarea Generală a Organizației Națiunilor Unite a expulzat Rusia din Consiliul ONU pentru Drepturile Omului.
Purtătorul de cuvânt al Kremlinului, Dmitri Peskov, a recunoscut că Rusia a suferit pierderi semnificative și a calificat victimele drept o "tragedie".

### 8 aprilie
Rusia a declarat că a distrus un centru de antrenament pentru mercenari străini în apropiere de orașul Odessa. Un purtător de cuvânt al Ministerului Apărării a declarat într-un briefing: "Rachete de înaltă precizie ale sistemului de rachete de coastă Bastion au distrus un centru de adunare și antrenament al mercenarilor străini în apropierea satului Krasnosilka, la nord-est de Odessa". Totuși, această afirmație nu a putut fi verificată.
O gară din Kramatorsk a fost lovită de o rachetă rusească, provocând moartea a cel puțin 52 de persoane și rănirea altor cel puțin 87. Pavlo Kyrylenko, guvernatorul regiunii Donețk, a declarat că mii de oameni se aflau în gară în momentul în care cele 2 rachete au lovit. Kyrylenko a publicat online o fotografie care arată mai multe cadavre pe jos, alături de grămezi de valize și alte bagaje. Erau de asemenea vizibili membri înarmați ai poliției purtând veste antiglonț. O altă fotografie arăta serviciile de salvare care se ocupau de ceea ce părea a fi un incendiu, cu un nor de fum gri care se ridica în aer. Totuși, aceste fotografii nu au putut fi verificate imediat.
Ministerul rus al Apărării a negat atacul și a afirmat într-o declarație: "Toate declarațiile reprezentanților regimului naționalist de la Kiev cu privire la "atacul cu rachete" care ar fi fost efectuat de Rusia la 8 aprilie în gara din orașul Kramatorsk sunt o provocare și sunt absolut false".

### 9 aprilie
Forțele rusești au lovit din nou un rezervor de depozitare care conținea acid azotic în Rubijne, potrivit lui Serhiy Haidai, guvernatorul regiunii ucrainene Luhansk. El a adăugat că rezervorul conținea aproximativ trei tone de acid azotic.
Noi morminte cu zeci de civili ucraineni au fost găsite în Buzova, un sat eliberat în apropiere de capitala Kiev, care timp de săptămâni a fost ocupat de forțele rusești.
Premierul Marii Britanii, Boris Johnson, s-a întâlnit cu Zelenski la Kiev, oferindu-i vehicule blindate, sisteme de rachete anti-navă și promițând împrumuturi și o relaxare a tarifelor vamale.

### 10 aprilie
Imaginile din satelit au arătat un convoi militar rusesc lung de 8 mile care se deplasa spre sud prin orașul Velykyi Burluk din estul Ucrainei, în direcția Harkov.
Valentyn Reznichenko, șeful administrației militare din Dnipro, a afirmat că aeroportul din Dnipro, precum și infrastructura din jurul acestuia, au fost complet distruse de bombardamentele rusești.
Ministerul rus al Apărării a declarat că elicopterele de atac rusești Ka-52 au distrus un convoi de vehicule blindate și sisteme de luptă antiaeriană ale Ucrainei. Ministerul a publicat imagini video cu elicopterele de atac Ka-52 zburând la altitudine extrem de joasă, lansând rachete și trăgând din tunuri asupra unor ținte la sol. Locul și momentul atacului nu au fost specificate.

### 11 aprilie
Ministrul rus al Apărării a afirmat că rachetele de mare precizie Kalibr de pe mare de la periferia sudică a orașului Dnipro au distrus echipamente ale unei divizii de rachete antiaeriene S-300 furnizate regimului de la Kiev de o țară europeană, care era ascunsă într-un hangar. De asemenea, au fost lovite patru lansatoare S-300 și până la 25 de membri ai forțelor armate ucrainene. Guvernul Slovaciei, după ce a confirmat anterior donarea sistemului său de apărare antiaeriană S-300 Ucrainei, a negat afirmațiile Rusiei.
Cancelarul Austriei, Karl Nehammer, s-a întâlnit cu președintele rus Vladimir Putin la Moscova, aceasta fiind prima vizită a unui lider occidental de la începutul invaziei. Cancelarul austriac a declarat că discuția cu liderul rus a fost "foarte directă, deschisă și dură" și că întâlnirea cu Putin nu a fost "o vizită amicală".

### 12 aprilie
Într-o declarație pe Telegram, batalionul Azov a susținut că forțele ruse au aruncat "o substanță otrăvitoare de origine necunoscută" de la un vehicul aerian fără pilot asupra militarilor și civililor ucraineni din Mariupol. Petro Andryushchenko, un consilier al primarului din Mariupol, a declarat că oficialii orașului așteaptă informații suplimentare din partea forțelor militare și a speculat că, într-un scenariu posibil, "deversarea unei substanțe chimice necunoscute" ar putea fi "un test pentru reacția în general".
Între timp, Ministerul rus al Apărării a declarat că rachete aeriene și maritime de înaltă precizie au distrus un depozit de muniții și un hangar securizat în care se aflau avioane ucrainene pe aerodromul militar Starokostiantyniv, în regiunea Khmelnytskyi, precum și un depozit de muniții lângă Gavrilovka, în regiunea Kiev.

### 13 aprilie
Potrivit unui comunicat al Ministerului rus al Apărării, 1.026 de soldați ai Brigăzii 36 de pușcași marini din Ucraina, dintre care 162 de ofițeri, s-au predat în orașul port asediat Mariupol. Cu toate acestea, Ministerul ucrainean al Apărării a declarat că nu are informații despre acest lucru. Mai târziu în aceeași zi, Denys Prokopenko, comandantul Regimentului Azov, a recunoscut că unii apărători ucraineni s-au predat. 
Ucraina a afirmat că crucișătorul rusesc cu rachete ghidate Moskva, nava amiral a Flotei Mării Negre, a fost lovit de două rachete de croazieră Neptun, care au incendiat nava. Ulterior, Moskva a suferit o explozie de muniție din cauza incendiilor. Ulterior, Ministerul rus al Apărării a confirmat că nava de război a suferit avarii grave și că tot echipajul său a fost evacuat, dar a susținut că aceasta a rămas pe linia de plutire, lucru confirmat de Pentagon. Ulterior, Rusia a declarat că se iau măsuri pentru a remorca nava afectată înapoi în port.
Într-un interviu, adjunctul ministrului rus de Externe, Serghei Ryabkov, a avertizat că Rusia va considera vehiculele americane și ale NATO care transportă arme pe teritoriul ucrainean drept ținte militare legitime. El a adăugat că orice încercare a Occidentului de a provoca daune semnificative armatei ruse sau aliaților săi separatiști din Ucraina va fi "aspru reprimată".

### 14 aprilie
Rusia a susținut că două elicoptere de luptă ucrainene puternic înarmate au intrat în spațiul aerian rusesc și au efectuat cel puțin șase lovituri aeriene asupra unor clădiri rezidențiale din regiunea Breansk. Guvernatorul regiunii Belgorod a afirmat că un sat din această regiune a fost, de asemenea, atacat, dar că nimeni nu a fost rănit.
Autoritățile ruse au acuzat Ucraina că a bombardat orașul Klimovo și satul Spodorașino. În plus, Serviciul Federal de Securitate al Rusiei (FSB) a afirmat că forțele armate ucrainene au deschis focul la punctul de control de frontieră Novîe Yurovici din regiunea Breansk.
Ministerul rus al Apărării a declarat că crucișătorul rus Moskva, pe care Ucraina susținea că l-a lovit cu o zi înainte, s-a scufundat în Marea Neagră în timp ce era remorcat în port.

### 15 aprilie
Ministerul rus al Apărării a afirmat că sistemele sale de apărare S-400 au doborât un elicopter ucrainean Mi-8, care ar fi fost folosit pentru a ataca satul Klimovo din regiunea rusă Briansk.
De asemenea, Ministerul rus al Apărării a afirmat că uzina de oțel și fier Ilich din Mariupol a fost "eliberată" de la forțele ucrainene, ceea ce înseamnă că forțele ruse au preluat controlul uzinei.
De asemenea, ministerul a afirmat că forțele sale de rachete strategice au "eliminat până la 30 de mercenari polonezi" într-un atac asupra satului Izyumsko.

### 16 aprilie
Rusia a afirmat că a distrus clădirile de producție ale unei uzine de vehicule blindate din Kiev și o unitate militară de reparații din Nicolaev, folosind arme de înaltă precizie cu rază lungă de acțiune lansate din aer.
De asemenea, Rusia a afirmat că a doborât un avion ucrainean Su-25 în apropiere de orașul Izium.

### 17 aprilie
Rusia a afirmat că a distrus o fabrică de muniții din apropierea așezării Brovary din regiunea Kiev, folosind rachete de înaltă precizie lansate din aer.

### 18 aprilie
Putin a conferit un titlu onorific unei brigăzi acuzate de Ucraina de comiterea unor crime de război în orașul Bucea. El a semnat un decret prin care a acordat Brigăzii 64 de pușcași motorizați titlul de Gărzi pentru apărarea "patriei și a intereselor statului" și a lăudat "eroismul și vitejia în masă, tenacitatea și curajul" membrilor săi.
Orașul Liov a fost lovit de cinci rachete, potrivit guvernatorului regional Maksym Kozytskyy. Trei dintre rachete au avariat instalații de infrastructură militară, iar una a lovit un magazin de anvelope.

### 19 aprilie
Serhiy Haidai, guvernatorul regiunii Luhansk, a declarat că forțele ruse au cucerit orașul Kreminna și că trupele ucrainene s-au. retras din oraș.
Ministrul rus de externe, Serghei Lavrov, a declarat că a început "o altă fază" a invaziei.

### 20 aprilie
Ucraina a acuzat Rusia că a bombardat un spital care adăpostea 300 de persoane în orașul Mariupol.

### 21 aprilie
Putin a susținut că a obținut victoria la Mariupol. Cu toate acestea, el a anulat planurile de a lua cu asalt ultima rezistență ucraineană, combinatul siderurgic Azovstal.

### 22 aprilie
Generalul-maior Rustam Minnekaiev, comandantul adjunct al Districtului Militar Central al Rusiei, a recunoscut că scopul "celei de-a doua faze" a invaziei țării în Ucraina este de a cuceri complet Donbasul și sudul Ucrainei și de a stabili un coridor terestru cu Transnistria, o republică separatistă nerecunoscută, ocupată de Rusia, care este recunoscută la nivel internațional ca parte a Moldovei. El a adăugat că există "dovezi că populația vorbitoare de limbă rusă este oprimată" în Transnistria, fără a oferi mai multe detalii despre acuzațiile sale. Ministerul Apărării din Ucraina a criticat acest lucru și a acuzat Rusia de imperialism.
Oficialii ucraineni au recunoscut că Rusia a preluat controlul asupra a 42 de orașe și sate mici din estul Ucrainei.

### 23 aprilie
Potrivit Direcției de informații a Ministerului Apărării din Ucraina, forțele armate ucrainene au lovit un post de comandă rusesc în apropierea capitalei regionale ocupate Herson, în sudul Ucrainei, care ar fi ucis doi generali ruși și ar fi rănit unul.
O lovitură cu rachete rusești a lovit orașul Odesa din sudul Ucrainei. Anton Herashchenko, consilier al ministrului ucrainean de interne, a declarat că cel puțin o rachetă a aterizat și a explodat, iar clădiri rezidențiale au fost lovite. Oficialii au declarat că cel puțin șase persoane au murit. Rusia a confirmat atacul.

### 24 aprilie
Ministerul rus al Apărării a afirmat că rachetele sale de înaltă precizie au lovit nouă ținte militare ucrainene în cursul nopții, inclusiv patru depozite de arme din regiunea Harkov, unde erau depozitate arme de artilerie. De asemenea, ministerul a afirmat că forțele sale de rachete și artilerie au distrus alte patru depozite din aceeași regiune și au lovit o instalație care produce explozibili pentru armata ucraineană în regiunea Dnipropetrovsk.
Oficialii ucraineni au susținut că forțele ruse au efectuat lovituri aeriene asupra fabricii asediate Azovstal din Mariupol pentru a încerca să disloce trupele ucrainene prezente în interior.

### 25 aprilie
Rusia a susținut că a lovit instalații militare ucrainene și rafinăria de petrol Kremenchuk, în apropiere de râul Dnipro. Mai mult, Ministerul rus al Apărării a susținut că arme de înaltă precizie cu rază lungă de acțiune au distrus șase gări de lângă Krasnoe, Zdolbunov, Zhmerinka, Berdichiv, Kovel și Korosten, prin intermediul cărora sunt livrate arme și echipamente militare străine către trupele ucrainene din Donbas. La începutul zilei, Rusia a anunțat că va organiza o încetare a focului în jurul oțelăriei din orașul asediat Mariupol, începând cu ora locală 14:00, pentru a permite civililor să plece, dar un înalt diplomat rus a declarat că "o încetare generală a focului nu este o opțiune bună în acest moment, deoarece va oferi forțelor ucrainene șansa de a se regrupa și de a organiza mai multe provocări". Cu toate acestea, vicepremierul ucrainean Iryna Vereshchuk a declarat că nu s-a ajuns la un acord cu Rusia privind un coridor pentru evacuarea civililor din oțelăria Azovstal.
Mai multe explozii ar fi avut loc la Ministerul Securității de Stat din regiunea separatistă moldovenească Transnistria, a anunțat Ministerul de Interne pe canalul său de Telegram. Ministerul ucrainean al Apărării a declarat că incidentul a fost o "provocare planificată" chiar de către Rusia pentru a instiga "panică și sentimente antiucrainene".
Secretarul de stat al SUA, Antony Blinken, și secretarul apărării, Lloyd Austin, au luat trenul din Polonia pentru a se întâlni cu oficiali ucraineni, inclusiv cu președintele Volodîmîr Zelenski, la Kiev.

### 26 aprilie
Secretarul general al ONU, António Guterres, a început o călătorie de trei zile în Rusia și Ucraina, pe fondul criticilor privind rolul limitat jucat de ONU în gestionarea crizei. Guterres a avut o "discuție sinceră" cu ministrul de externe Serghei Lavrov. Mai târziu, în aceeași zi, Guterres s-a întâlnit cu președintele Putin.

### 27 aprilie
Rusia a susținut că o serie de explozii au lovit ținte din provinciile rusești de la granița cu Ucraina. Oficialii ruși au raportat, de asemenea, un incendiu la un depozit de muniții din regiune și că o dronă ucraineană a fost interceptată.

### 28 aprilie
Armata ucraineană a declarat că Rusia "mărește ritmul" invaziei, în timp ce Putin a promis lovituri "rapide ca fulgerul" asupra oricui se amestecă în obiectivele Rusiei.
Rusia a început să ordone orașului ocupat Herson să folosească rublele ca monedă.
Două explozii puternice au fost auzite în orașul rus Belgorod. Ucraina nu și-a asumat în mod direct responsabilitatea, dar a descris incidentele ca fiind o răzbunare și o "karma" pentru Rusia.

### 29 aprilie
Roman Starovoyt, guvernatorul regiunii Kursk din Rusia, a afirmat că au fost trase mortiere la un punct de control din satul Krupets. El a adăugat că polițiștii de frontieră și militarii ruși au răspuns cu focuri de ripostă.

### 30 aprilie
Rusia a afirmat că a distrus peste noapte 389 de instalații militare din Ucraina, inclusiv 35 de centre de control și 15 depozite de arme.
Armata ucraineană a susținut că Rusia a efectuat un atac cu rachete asupra aeroportului din Odesa, avariind pista și făcându-o inutilizabilă.

## Mai 2022

### 1 mai
Ministerul rus al Apărării a susținut că sistemele sale de apărare aeriană au doborât două bombardiere ucrainene Su-24m deasupra regiunii Harkov în cursul nopții.

### 2 mai
Autoritățile locale din regiunea Odesa au afirmat că o lovitură cu rachete rusești a lovit un pod de importanță strategică peste estuarul Nistrului.
Ucraina a susținut că dronele sale Bayraktar au scufundat două nave de patrulare Raptor rusești în apropiere de Insula Șerpilor. Ministerul ucrainean al Apărării a publicat, de asemenea, imagini cu camere termice aeriene care arată explozii pe două nave militare mici.

### 3 mai
Dmytro Zhyvytskyi, guvernatorul regiunii Sumy, a afirmat că Rusia a bombardat trei sate din regiune în cursul nopții, fără a fi raportate victime.

### 4 mai
Ucraina a susținut că trupele rusești au intrat în complexul siderurgic Azovstal după ce au lansat o ofensivă totală în zonă. Cu toate acestea, Rusia a negat acest lucru.
Armata rusă a afirmat că a folosit rachete ghidate de precizie lansate de pe mare și din aer pentru a distruge instalațiile de energie electrică din cinci gări din Ucraina, în timp ce artileria și avioanele au lovit, de asemenea, ortărețe ale trupelor și depozite de combustibil și muniții.

### 5 mai
Ministerul rus al Apărării a afirmat că rachetele sale au distrus echipamente de aviație de pe aerodromul Kanatovo din regiunea centrală ucraineană Kirovohrad și un mare depozit de muniții din orașul Mykolaiv din sudul țării.

### 6 mai

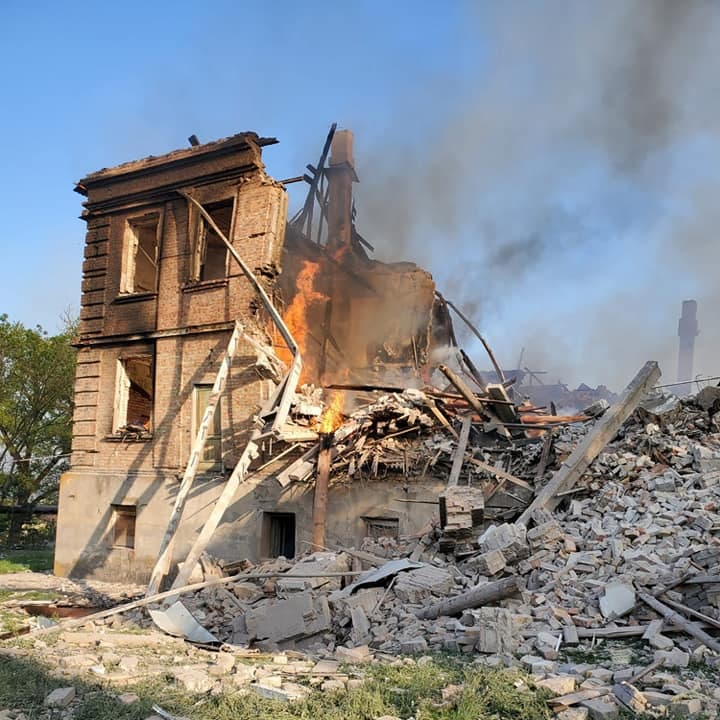
Școala din Bilohorivka după bombardament

Ucraina a susținut că fregata rusă Amiral Makarov, care face parte din Flota Mării Negre, a fost lovită de o rachetă de croazieră anti-navă ucraineană Neptune, care a dat foc navei. Dumskaya, un site de știri al statului ucrainean, a declarat că forțele ruse au trimis elicoptere pentru a salva echipajul navei. Consilierul prezidențial ucrainean Anton Herashchenko a afirmat că navele marinei ruse staționate în Crimeea au fost trimise pentru a ajuta nava Amiral Makarov.

### 7 mai
Rusia a afirmat că a distrus un mare stoc de echipamente militare din Statele Unite și din țările europene în apropierea gării Bohodukhiv din regiunea Harkov. De asemenea, a afirmat că a lovit 18 instalații militare ucrainene în timpul nopții, inclusiv trei depozite de muniții în Dachne, și că avioanele rusești au doborât mai multe aeronave ucrainene în apropiere de Insula Șerpilor: un Sukhoi Su-24, un avion de vânătoare Su-27, trei elicoptere Mil Mi-8 și două drone Bayraktar TB2; s-a afirmat, de asemenea, că a fost distrusă nava ucraineană de plumb din clasa Centaur, DSHK-1 Stanislav.
Serhiy Haidai, guvernatorul regiunii Luhansk, a declarat că Rusia a aruncat o bombă asupra unei școli din satul Bilohorivka. Două persoane au fost ucise, iar alte 60 de persoane se tem că au murit. În plus, el a declarat că, potrivit informațiilor preliminare, bombardamentele din satul Shipilovo au distrus o casă, iar 11 persoane au rămas sub dărâmăturile clădirii.
Ucraina a susținut că a folosit o dronă Bayraktar TB2 pentru a lovi o navă rusească de aterizare rapidă din clasa Serna andocată pe Insula Șerpilor. De asemenea, a afirmat că a distrus o aeronavă de recunoaștere și atac Forpost deasupra Odesei.

### 8 mai
Serhiy Haidai a declarat că forțele ucrainene s-au retras din Popasna.

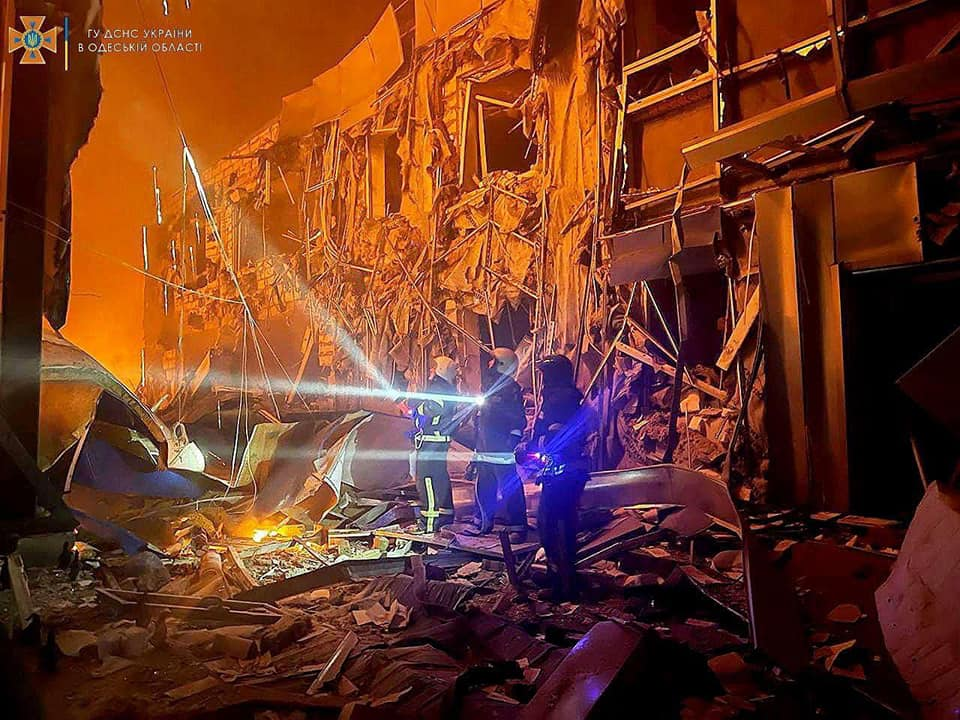
Centrul comercial de lângă Odesa după bombardamentul din 9 mai

De asemenea, Haidai a afirmat că forțele rusești au încercat de mai multe ori să traverseze râul Donet folosind un pod de pontoane, pentru a încercui Severodonetsk. El a mai afirmat că forțele locale au distrus ambarcațiuni rapide și elicoptere și "au distrus podurile de bărci rusești de trei ori". El a adăugat că, în cadrul unor atacuri repetate, trupele ucrainene au "eliminat aproximativ 70 de unități de armament greu și echipamente rusești", perturbând încercările de traversare.

### 9 mai
Un centru comercial și două hoteluri au fost lovite de rachete rusești în Odessa, provocând mai multe victime.

### 10 mai
Directorul Agenției americane de informații pentru apărare, Scott Berrier, a declarat că ambele părți se află "într-un oarecare impas", niciuna dintre ele nefăcând progrese în sud și est. S-a afirmat că Ucraina ar fi respins o tentativă rusă de a traversa râul Donet.

### 11 mai
Primarul din Sloviansk, Vadym Lyakh, a afirmat că rachetele rusești au lovit două cartiere din Sloviansk.
S-a afirmat că Rusia a pierdut "cea mai mare parte a două sau mai multe batalioane ale armatei ruse" (inclusiv peste 70 de vehicule blindate) încercând să traverseze râul Donet pentru a doua oară în 24 de ore.

### 12 mai
Oficialii ucraineni au afirmat că au avariat nava rusească de sprijin logistic Vsevolod Bobrov. Ulterior, s-a raportat că nava a suferit avarii majore din cauza unui incendiu în noaptea de 11 spre 12 mai, în apropiere de Insula Șerpilor.

### 13 mai
Lloyd Austin și Serghei Shoigu au avut convorbiri telefonice pentru prima dată de la începutul invaziei.

### 14 mai
Statul major al Ucrainei a susținut că rușii se retrag din Harkov și se concentrează pe paza rutelor de aprovizionare.
Ucraina a afirmat că forțele sale au distrus părți ale unei coloane blindate rusești în timp ce încerca să traverseze un râu în regiunea Donbas.
Rusia a respins afirmația Ucrainei potrivit căreia ar fi avariat nava rusească de sprijin logistic Vsevolod Bobrov în Marea Neagră și a arătat fotografii ale navei, despre care a spus că nu prezintă semne de avarie.

### 15 mai
Ucraina a afirmat că a lansat un contraatac împotriva forțelor rusești în apropiere de Izium.
Ucraina a afirmat că forțele sale au distrus 11 ținte aeriene rusești, inclusiv două rachete de croazieră, șapte drone Orlan-10, un elicopter Ka-52 și un elicopter Mi-28.

### 16 mai
Ministerul Apărării al Rusiei a afirmat că forțele sale au doborât un avion Su-25 în apropierea localităților Evhenivka din regiunea Mykolaiv, un alt Su-25 lângă Velyka Komyshuvakha din Harkov și un Su-24 lângă Insula Șerpilor.

### 17 mai
Forțele ucrainene s-au predat trupelor rusești și ale RPD și au fost evacuate de la uzina Azovstal, marcând probabil sfârșitul asediului Mariupolului. Ministrul adjunct al apărării, Hanna Malyar, a declarat: "Datorită apărătorilor de la Mariupol, Ucraina a câștigat un timp extrem de important pentru a forma rezerve și regrupa forțele și pentru a primi ajutor din partea partenerilor. Iar aceștia și-au îndeplinit toate sarcinile. Dar este imposibil să deblocăm Azovstalul prin mijloace militare". 211 soldați au fost evacuați prin intermediul unui coridor umanitar către Olenivka, un oraș din Republica Donețk. Alți 260 de soldați, dintre care 53 grav răniți, au fost transportați la un spital din orașul Novoazovsk din Republica Donețk.

### 18 mai
Forțele rusești au obținut controlul deplin asupra Mariupolului.

### 19 mai
Rusia a susținut că folosește o nouă generație de arme laser puternice în Ucraina pentru a arde dronele.

### 20 mai
Rusia a afirmat că a capturat aproape în totalitate regiunea Luhansk.

### 21 mai
Rusia a susținut că a folosit rachete de croazieră Kalibr lansate de pe mare pentru a distruge un lot mare de arme și echipamente militare furnizate Ucrainei de către Statele Unite și Europa. De asemenea, Rusia a afirmat că a lovit instalații de depozitare a combustibilului în apropiere de Odesa. De asemenea, a afirmat că a doborât două avioane ucrainene Su-25 și 14 drone.

### 22 mai
Președintele ucrainean Zelenski a prelungit legea marțială din țară pentru trei luni, până la 23 august 2022.

### 23 mai
Denis Pușilin, liderul Republicii Populare Donețk, a declarat că luptătorii ucraineni care s-au predat la uzina siderurgică Azovstal din Mariupol vor fi judecați în regiunea separatistă. Cu toate acestea, el nu a precizat ce acuzații vor fi aduse luptătorilor.

### 24 mai
Kirill Stremousov, adjunctul șefului administrației regionale civil-militare din Kherson, a declarat că se va face o cerere către Rusia pentru a înființa o bază militară în Kherson. El a adăugat că o bază militară rusă este esențială pentru securitatea regiunii și a locuitorilor săi.
Ucraina a susținut că forțele rusești au lansat un asalt total pentru a încercui trupele ucrainene în orașele gemene Sievierodonetsk și Lysychansk, care sunt situate pe malurile de est și, respectiv, de vest ale râului Siverskiy Donets.
Pavlo Kyrylenko, șeful administrației militare regionale din Donețk, a declarat că forțele ruse au preluat controlul asupra orașului Svitlodarsk din estul regiunii Donbas și că forțele ucrainene s-au retras pentru a se regrupa.
Președintele Zelenski a afirmat că 50-100 de soldați ucraineni erau uciși pe zi. De asemenea, acesta a declarat că, săptămâna precedentă, peste 70 de soldați au fost uciși într-un singur atac asupra unei baze militare din apropierea Kievului. Ucraina susține că l-a doborât pe generalul-maior în retragere Kanamat Botashev cu o rachetă Stinger. Nu se știa dacă acesta se afla în serviciu sau era un contractor militar privat.

### 25 mai
Forțele rusești ar fi bombardat Sievierodonetsk cu mortiere. Ucraina a afirmat că 6 persoane au fost ucise.

### 26 mai
Ucraina a susținut că Rusia a desfășurat operațiuni ofensive în mai multe sectoare ale frontului, eforturile fiind concentrate pe stabilirea controlului total asupra satului și a nodului feroviar Lyman, ca parte a unor presupuse pregătiri pentru un nou asalt asupra Slovianskului. Satul Ustynivka, la sud de Sievierodonetsk, ar fi fost atacat în cadrul unui efort de îmbunătățire a pozițiilor rusești în zonă. Forțele rusești ar fi continuat, de asemenea, atacurile în apropierea drumului Lysychansk-Bakhmut, cu asalturi asupra Komyshuvakha, Lypove și Nahirne. De asemenea, au fost raportate asalturi în jurul Avdiivka și în apropierea satului Zolota Nyva. În plus, s-a raportat că forțele rusești au reluat ofensivele pentru a stabili controlul deplin asupra regiunii Kherson, cu atacuri împotriva satului Tavriyske, la sud de Mykolaiv, și a satului Mykolayivka, la sud de Kryvyi Rih. Au fost raportate, de asemenea, bombardamente împotriva unor obiective civile și militare pe tot frontul.

### 27 mai
Oficialii ucraineni au afirmat că ~90% din clădirile din Sievierodonetsk au fost avariate.
Ucraina a afirmat că a doborât un pilot rus în retragere, Nikolai Markov, care ar fi pilotat un Su-25 deasupra regiunii Luhansk.

### 28 mai
Serhiy Haidai a declarat că forțele ucrainene de lângă Sievierodonetsk ar putea fi nevoite să se retragă din oblast pentru a nu fi încercuite și capturate de forțele rusești.
Ucraina a susținut că unul dintre avioanele sale MiG-29 a doborât un Su-35 rusesc în apropiere de Kherson.

### 29 mai
Institutul pentru Studiul Războiului a susținut că forțele rusești au suferit "pierderi înspăimântătoare" în bătălia de la Sievierodonetsk, dar că și Ucraina a pierdut forțe. Guvernatorul Haidai a declarat că drumul Lysychansk-Bakhmut era ultimul care lega Sievierodonetsk de exterior și că se aștepta ca acesta să fie în centrul unor atacuri continue ale rușilor.
Președintele Zelenski a vizitat Harkovul, aceasta fiind prima sa vizită oficială în afara Kievului de la începutul războiului.

### 30 mai
SUA au anunțat că nu vor trimite Ucrainei sisteme MLRS care lansează rachete cu o rază de acțiune de 185 de mile, capabile să lovească în Rusia. Fostul președinte rus Dimitri Medvedev a declarat că această decizie este "rezonabilă". SUA a precizat că ia în continuare în considerare posibilitatea de a trimite MLRS-uri cu rază de acțiune mai scurtă (20-40 de mile).

### 31 mai
Ucraina a afirmat că a desfășurat o contraofensivă limitată în partea de nord a regiunii Kherson. Forțele rusești ar fi lansat o serie de atacuri în ultimele 48 de ore împotriva pozițiilor ucrainene din apropierea râului Inhuleț, aparent fără ca vreuna dintre părți să facă progrese.

## Iunie 2022

### 1 iunie
Statele Unite au fost de acord să trimită Ucrainei sistemul de rachete de artilerie de mare mobilitate (M142 HIMARS), cu condiția ca liderii ucraineni să garanteze că acesta nu va fi folosit împotriva unor ținte din Rusia. Purtătorul de cuvânt al Kremlinului, Dmitri Peskov, a declarat că această mișcare "toarnă combustibil pe foc".
Guvernatorul regiunii Mykolaiv, Vitaliy Kim, a afirmat că forțele ruse au început să arunce în aer poduri în apropiere de Kherson deoarece "se tem de un contraatac al armatei ucrainene".

### 2 iunie
Președintele Zelenski a declarat că, la 2 iunie, Rusia controla 20% din teritoriul ucrainean, ceea ce echivalează cu aproape 125.000 de kilometri pătrați.

### 3 iunie
Serhiy Haidai a afirmat că trupele ucrainene s-au angajat într-o luptă bloc cu bloc pentru orașul Sievierodonetsk și au reușit să respingă forțele rusești cu 20%.

### 4 iunie
Rusia a afirmat că a doborât un avion de transport militar ucrainean care transporta arme și muniții în apropiere de Odesa.

### 5 iunie
Ucraina a afirmat că l-a ucis pe comandantul Armatei 29 de Arme Combinate, generalul-locotenent Roman Berdnikov. În plus, moartea generalului-maior Roman Kutuzov a fost confirmată de televiziunea de stat rusă.

### 6 iunie
Armata ucraineană a susținut că a respins Flota rusă de la Marea Neagră la o distanță de peste 100 de kilometri de coasta ucraineană a Mării Negre.

### 7 iunie
Site-ul web al Ministerului rus al Construcțiilor, Locuințelor și Serviciilor Publice a fost hack-uit. Încercările de a deschide site-ul prin intermediul unei căutări pe internet au condus la un semn "Glorie Ucrainei" în limba ucraineană.

### 8 iunie
Rabinul-șef al Moscovei, Pinchas Goldschmidt, a fugit din Rusia după ce a refuzat să susțină public războiul din Ucraina.

### 9 iunie
Serhiy Haidai a declarat că forțele rusești au controlat cea mai mare parte a orașului Sievierodonetsk, iar ucrainenii au rămas în zona industrială.

### 10 iunie
Dmytro Zhyvytsky, guvernatorul regiunii Sumy, a afirmat că trupele ruse au lovit satele din regiune cu drone kamikaze. El a afirmat că bombele lansate cu ajutorul cvadricopterelor au avariat grav clădirile.
Potrivit unui post de știri rusesc, forțele ucrainene și-au scufundat propria corvetă antisubmarin Vinnytsia.

### 11 iunie
Președintele Zelenskyy a afirmat că Ucraina a lansat atacuri aeriene în regiunea sudică a orașului Kherson, ocupat de Rusia.
Ucraina a susținut, de asemenea, că un aruncător de flăcări a fost folosit de forțele rusești în satul Vrubivka.

### 12 iunie
Ministerul rus al Apărării a afirmat că a folosit rachete de croazieră Kalibr pentru a distruge un mare depozit cu arme occidentale în regiunea ucraineană Ternopil. De asemenea, a afirmat că a doborât trei avioane ucrainene Su-25 în apropiere de Donețk și Harkov.

### 13 iunie
Serhiy Haidai a afirmat că ultimul dintre cele trei poduri care leagă Sievierodonetsk de restul Ucrainei a fost distrus. El a afirmat că locuitorii rămași în oraș se confruntă cu "condiții extrem de dificile". El a mai adăugat că forțele rusești controlau 80% din oraș.

### 14 iunie
Separatiștii susținuți de Rusia susțin că 5 persoane au fost ucise și 22 au fost rănite în urma bombardamentelor ucrainene din Donețk.

### 15 iunie
Forțele armate ale Rusiei au afirmat că au distrus un depozit de muniții în regiunea Donețk și o stație radar de control aerian în Lysychansk. De asemenea, Rusia a afirmat că a ucis 300 de soldați ucraineni în urma unor lupte violente.

### 16 iunie
Ucraina a afirmat că a scufundat remorcherul rusesc Spasatel Vasily Bekh cu două rachete Harpoon.

### 17 iunie
Amiralul Sir Tony Radakin, șeful Statului Major al Apărării din Marea Britanie, a declarat: "Președintele Putin a folosit aproximativ 25% din puterea armatei sale pentru a obține o cantitate infimă de teritoriu și 50.000 de oameni fie morți, fie răniți. Rusia eșuează".

### 18 iunie
SUA au declarat că iau în considerare dublarea numărului de sisteme HIMARS furnizate Ucrainei. De asemenea, Ucraina a solicitat rachete cu rază lungă de acțiune pe care HIMARS este capabil să le lanseze.

### 19 iunie

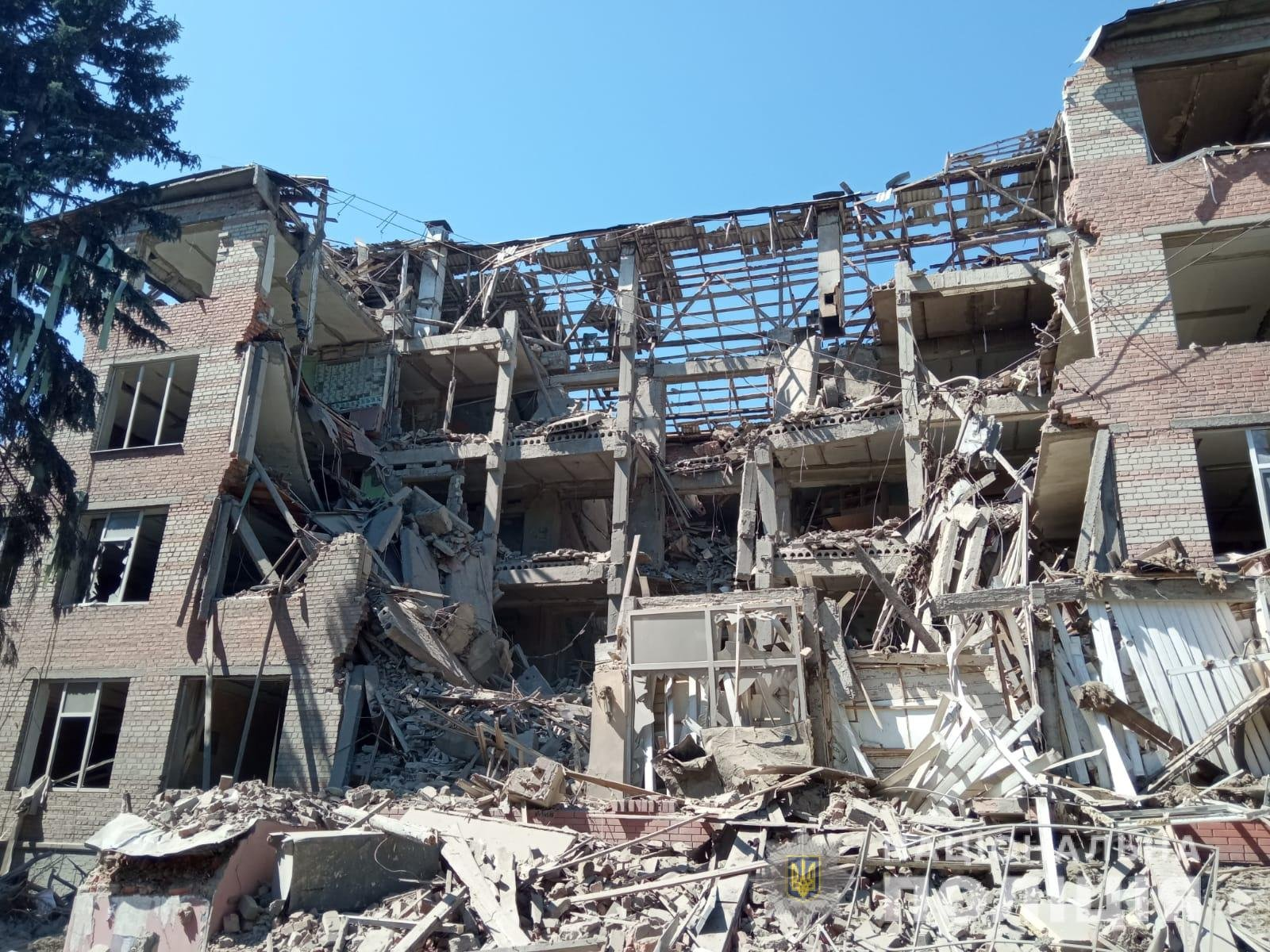
Locuințe și Colegiul Comunal din Harkov distruse de o lovitură de rachetă pe 20 iunie

Ministerul rus al Apărării a afirmat că a lovit un post de comandă de lângă Dnipro cu mai multe rachete Kalibr și că "peste 50 de generali și ofițeri ai armatei ucrainene au fost eliminați în urma atacului".

### 20 iunie
Serhiy Haidai a confirmat că forțele rusești au capturat Metiolkine la periferia estică a orașului Sievierodonetsk.
Josep Borrell, un diplomat al UE, a calificat blocarea cerealelor de către Rusia drept o "adevărată crimă de război".

### 21 iunie
Rusia a preluat controlul asupra orașului Toshkivka. Potrivit Ministerului britanic al Apărării, miliția Republicii Populare Donețk a pierdut 55% din forțele sale în timpul luptelor din Donbas. Ombudsmanul RPD a afirmat că 2.128 de luptători au fost uciși, 8.897 au fost răniți, iar 654 de civili au fost uciși. Serviciile secrete ucrainene susțin că, de când Rusia a încetat să mai trimită recruți, se bazează pe luptătorii locali în ceea ce serviciile secrete britanice numesc "uzură extraordinară".

### 22 iunie
Două drone care zburau din direcția Ucrainei au lovit o importantă rafinărie de petrol rusă în apropiere de graniță, la Novoshakhtinsk.

### 23 iunie
Trupele rusești au înconjurat trupele ucrainene în așezările Zolote și Hirske.

### 24 iunie
Forțelor ucrainene li s-a ordonat să se retragă din orașul Severodonetsk, potrivit lui Serhiy Haidai: "A rămâne pe poziții care au fost bombardate fără încetare timp de luni de zile pur și simplu nu are sens. Au primit ordin să se retragă pe noi poziții... și de acolo să își continue operațiunile. Nu are sens să rămână pe poziții care au fost distruse timp de mai multe luni doar de dragul de a rămâne".

### 25 iunie
Armata ucraineană a declarat că în timpul acestei lovituri au fost uciși peste 40 de soldați, inclusiv colonelul Andrei Vasiliev. Lovitura a avut loc la o bază militară rusă din apropiere de Izyum. Rusia a recunoscut atacul, dar spune că acesta a lovit un spital și a ucis 2 civili.

### 26 iunie
Rusia a lansat 14 rachete asupra Kievului, unele dintre ele fiind rachete X101 lansate de bombardiere Tu-95 și Tu-160 deasupra Mării Caspice, avariind clădiri rezidențiale și o grădiniță. Atacurile au fost primele asupra Kievului în ultimele trei săptămâni și au provocat moartea unei persoane și rănirea altor șase. Potrivit "unei surse familiare cu acest subiect", SUA urmează să anunțe un sistem de apărare aeriană de medie și lungă durată pentru Ucraina, pe care SUA îl vor achiziționa pentru Ucraina. Sistemul sugerat este NASAMS, care va necesita mai multă pregătire pentru utilizatorii ucraineni. Pachetul de ajutor va include, de asemenea, mai multe rachete Javelin, radare pentru contra-baterie, apărare aeriană și muniție de artilerie. Nu vor fi trimise drone din cauza îngrijorărilor legate de natura vulnerabilă a acestora și de tehnologia valoroasă.

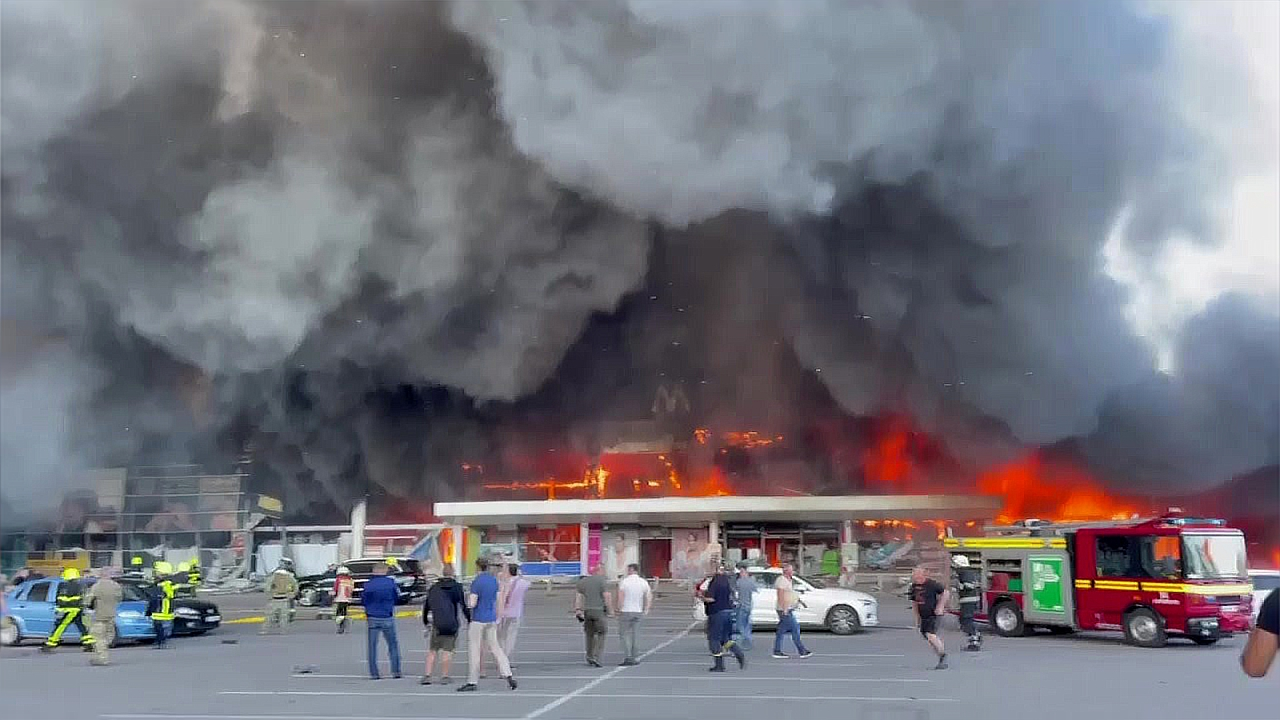
Centrul comercial din Kremenchuk după atac

### 27 iunie
Rusia a lansat rachete asupra unui centru comercial din Kremenchuk, în care se aflau peste 1.000 de persoane, provocând moartea a cel puțin 20 de persoane. Rusia ar fi negat că a lovit centrul comercial. Președintele Zelenski a declarat: "Un oraș pașnic, un centru comercial obișnuit, cu femei înăuntru, copii, civili obișnuiți înăuntru. Numai teroriștii complet nebuni, care nu ar trebui să aibă loc pe pământ, pot lansa rachete asupra unui astfel de obiect. Și aceasta nu este o lovitură cu rachete în afara țintei, este o lovitură rusească calculată - exact la acest centru comercial".

### 28 iunie
Ambasadorul Republicii Populare Luhansk în Rusia, Rodion Miroshnik, a declarat că forțele ucrainene au început să se retragă din Lysychansk, continuând o retragere în luptă spre bastioanele din Siversk, Kramatorsk și Sloviansk.
Forțele rusești au continuat să bombardeze orașul Harkov și așezările din vecinătatea acestuia. Mai mult, au lansat operațiuni nereușite în nord-vestul regiunii Harkov, probabil pentru a împiedica forțele ucrainene să ajungă la granița ruso-ucraineană și pentru a-și apăra pozițiile din apropiere de Izyum.
Forțele ucrainene ar fi recucerit așezările Zelenyi Hai și Barvinok la nord de orașul Kherson.

### 29 iunie
Trupele rusești s-au retras peste noapte din Insula Șerpilor, permițând armatei ucrainene să o recucerească în cursul dimineții.

### 30 iunie
Camera inferioară a Dumei de Stat a adoptat noi legi care permit procurorului general al Rusiei să închidă mass-media străine din țările care au interzis mass-media rusești, din cauza interdicțiilor impuse presei rusești din cauza războiului din Ucraina.

## Iulie 2022

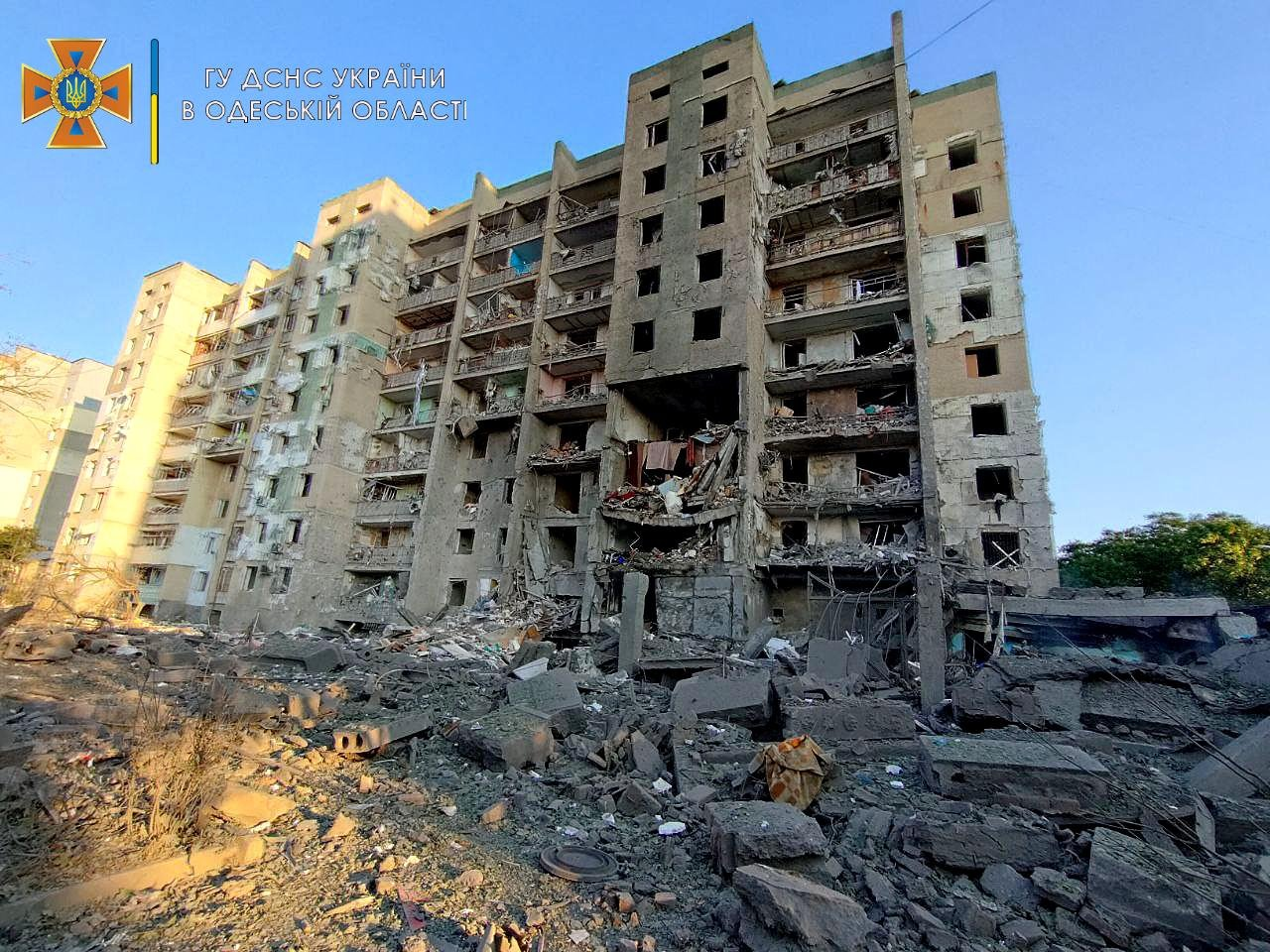
O clădire de apartamente din Serhiivka după atacuri

### 1 iulie
Armata rusă a tras trei rachete asupra așezării Serhiivka din regiunea ucraineană Odesa, distrugând o clădire rezidențială și un centru de recreere. Cel puțin 21 de persoane au fost ucise.

### 2 iulie
Doi britanici, Andrew Hill și Dylan Healy, au fost acuzați de Republica Populară Donețk că sunt mercenari, aceeași acuzație pentru care alți doi britanici, Shaun Pinner și Aiden Aslin, au fost condamnați la moarte în iunie.
Rob Lee, un blogger din domeniul apărării, a postat pe Twitter o înregistrare video cu soldații ceceni din Rosgvardia în fața clădirii administrative din Lysychansk. Mai mult, forțele rusești au postat pe Twitter o înregistrare video cu un steag sovietic în ruinele aceleiași clădiri. Ucraina susține că deține controlul asupra orașului. Cu toate acestea, forțele sale "suportă un bombardament rusesc intens".

### 3 iulie
La începutul lunii iulie, soldații britanici și neozeelandezi au instruit soldații ucraineni în utilizarea obuzierului L118 și a MLRS M270. Numărul de soldați ucraineni instruiți este indicat ca fiind de "sute" și are loc în Wiltshire.
Premierul australian Anthony Albanese a vizitat Kievul și a promis sancțiuni împotriva Rusiei din cauza războiului din Ucraina, interzicând importurile de aur rusesc și impunând sancțiuni și interdicții de călătorie pentru 16 politicieni și oligarhi ruși de rang înalt. Asistența militară va include 14 M113 APC, încă 20 de vehicule Bushmaster Protected Mobility Vehicles și alte echipamente militare.  Aceasta înseamnă că în total 88 de vehicule vor fi oferite Ucrainei de către Australia: 60 de Bushmaster și 28 de M113 APC.

### 4 iulie
Guvernatorul ucrainean al regiunii Luhansk, Serhiy Haidai, a declarat că forțele ruse care luptă în Luhansk "nu-și iau toți răniții cu ele" din cauza luptelor grele; el a mai spus că "spitalele sunt pline până la refuz - la fel ca și morgile." Președintele Putin a declarat că forțele ruse "care au luat parte la ostilități active și au obținut succese, victorii... ar trebui să se odihnească, să-și sporească capacitățile de luptă".

### 5 iulie
Duma de Stat a Rusiei a început să pregătească legislația pentru a se converti la o economie de război, pentru a putea ordona companiilor să producă provizii de război și pentru a-i face pe muncitori să lucreze ore suplimentare.

### 6 iulie
Igor Konashenkov, purtătorul de cuvânt principal al Ministerului rus al Apărării, a declarat că rachetele rusești de mare precizie lansate din aer au distrus două sisteme HIMARS furnizate de SUA în Ucraina. Armata ucraineană a negat afirmația, numind-o "nimic mai mult decât un fals". Armata rusă a publicat o înregistrare video care ar fi arătat atacul, dar aceasta nu a putut fi verificată în mod independent.

### 7 iulie
Generalul Igor Konașenkov a confirmat că forțele rusești au făcut o pauză pentru a se odihni și a-și recăpăta capacitățile de luptă. Deși continuă în continuare ofensive terestre minore, precum și bombardamente și bombardamente continue pe teritoriul Ucrainei, majoritatea forțelor rusești au început probabil să fortifice pozițiile și să realimenteze trupele pentru o altă ofensivă majoră în următoarele săptămâni sau luni.

### 8 iulie
Ambasadorul Rusiei în Marea Britanie, Andrey Kelin, a declarat în timpul unui interviu acordat presei că este puțin probabil ca forțele ruse și pro-ruse să se retragă din sudul Ucrainei ca parte a unor viitoare negocieri de pace. El a promis, de asemenea, că Rusia va "elibera" regiunea Donbas și a declarat că o nouă escaladare a războiului rusesc este posibilă dacă fluxul de arme occidentale în Ucraina "este organizat în așa fel încât să pună în pericol situația noastră strategică, apărarea noastră...".

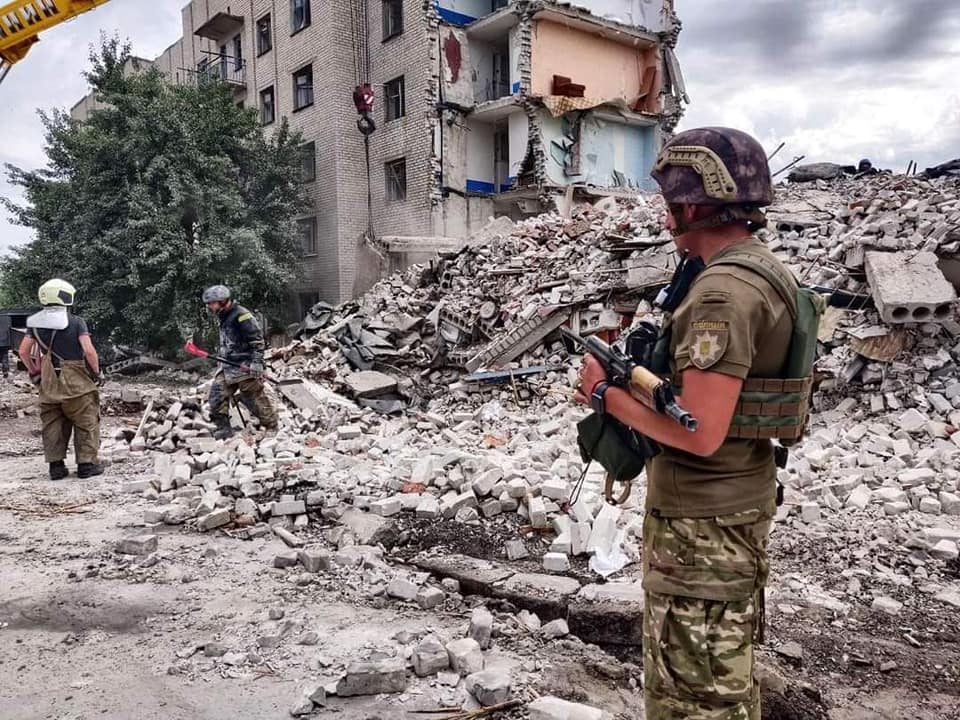
Consecințele atacului cu rachete de la Chasiv Yar din 9 iulie 2022

### 9 iulie
Rachetele trase de forțele rusești au lovit o clădire de apartamente din Chasiv Yar, ucigând cel puțin 48 persoane.

### 10 iulie
Iryna Vereshchuk, vicepremierul Ucrainei și ministrul pentru reintegrarea teritoriilor ocupate temporar, i-a îndemnat pe refugiații ucraineni care "așteaptă războiul" în interiorul teritoriului rusesc să se întoarcă imediat în Ucraina sau să se evacueze în țările Uniunii Europene, avertizând că o "cortină de fier" le împiedică capacitatea de a fugi. Ea a afirmat că rușii au început deja să înființeze "tabere de filtrare" la granițele sale cu Estonia pentru a-i împiedica pe ucraineni să părăsească Rusia pentru a ajunge în UE. De asemenea, ea i-a asigurat pe refugiații ucraineni din Rusia că nu vor fi considerați colaboratori și că au dreptul la asistență guvernamentală.

### 11 iulie
Oleh Kotenko, Ombudsmanul ucrainean, susține că 7.200 de membri ai personalului ucrainean au fost dați dispăruți de la începutul războiului, revizuind o afirmație anterioară de 2.000 de dispăruți. El și-a exprimat speranța că acest personal, care include "Garda Națională, gărzile de frontieră și serviciul de securitate", poate fi returnat în Ucraina prin schimburi de prizonieri cu Rusia. Ucraina intenționează, de asemenea, să aibă o armată de un milion de oameni, însă experții consideră că acesta este mai mult un "strigăt de mobilizare" decât un plan militar real viabil.
Primul sistem NASAMS pentru Ucraina a sosit în Polonia din Norvegia. Se pare că este o variantă NASAMS II și a fost livrat de un An-124 ucrainean.
Șeful numit de ruși la Velykyi Burluk, Evgheni Iunakov, a fost ucis de o mașină capcană, potrivit TASS.

### 12 iulie
Purtătorul de cuvânt ucrainean pentru regiunea Odesa susține că l-a ucis pe șeful de stat major al Corpului 22 de armată, generalul-maior Artyom Nasbulin, în timpul unei lovituri cu o rachetă HIMARS în apropiere de Kherson. Ucraina susține, de asemenea, că au murit aproximativ cinci colonei în aceeași lovitură. Forțele ruse au confirmat lovitura, dar au negat moartea ofițerilor revendicată de Ucraina. Acestea au susținut că racheta ucraineană a lovit un depozit care conținea substanțe chimice, care apoi a explodat.

### 13 iulie
Coreea de Nord recunoaște independența Republicii Populare Donețk și a Republicii Populare Luhansk, ceea ce a determinat Ucraina să introducă sancțiuni reciproce împotriva guvernului nord-coreean.

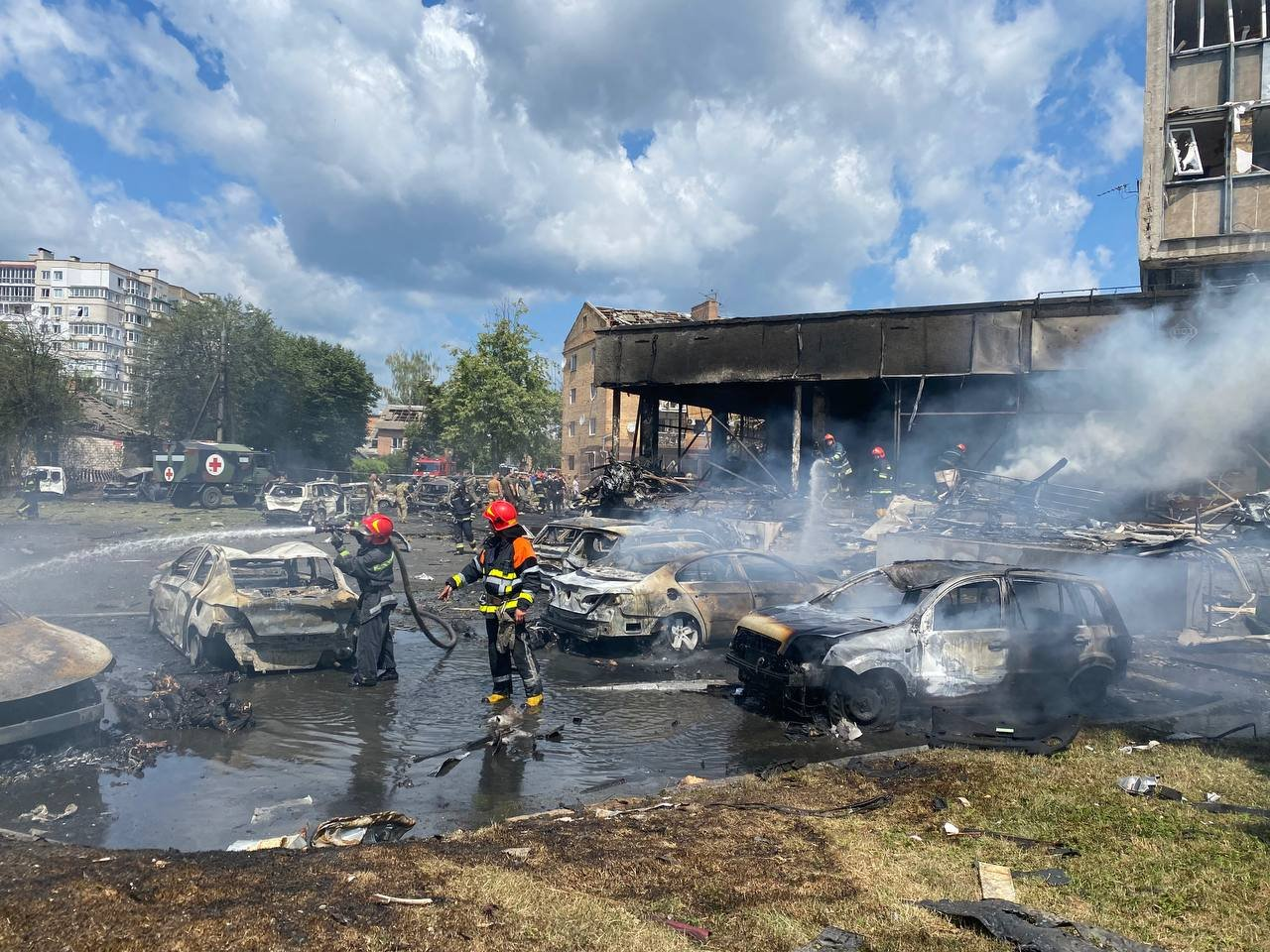
Consecințele atacului cu rachete din 14 iulie de la Vinnytsia

Ministerul de Interne al RPL raportează că trupele lor și trupele rusești au intrat în Siversk.

### 14 iulie
Un atac cu rachete în Vinnytsia a ucis 26 de persoane.

### 15 iulie
Ucraina a susținut că Rusia folosea centrala nucleară Zaporizhzhia pentru a depozita și lansa arme de la centrală.

### 16 iulie
În timpul unei inspecții a trupelor la un "post de comandă" neidentificat din Donbas, ministrul rus al apărării, Serghei Șoigu, a ordonat trupelor să-și intensifice operațiunile "în toate direcțiile operaționale" din Ucraina, sugerând că armata rusă pune probabil capăt "pauzei operaționale" raportate de-a lungul liniilor de front.

### 17 iulie
Șeful Statului Major al Apărării britanic, amiralul Sir Tony Radakin, a declarat că armata rusă a pierdut 50.000 de soldați uciși sau răniți, împreună cu aproape 1.700 de tancuri și aproape 4.000 de vehicule de luptă, ceea ce reprezintă o pierdere de peste 30% din forțele terestre ale Rusiei.

### 18 iulie
Președintele Volodymyr Zelenskyy a declarat că Ucraina poate provoca "pierderi semnificative" forțelor rusești datorită armelor occidentale. Comandantul forțelor armate ucrainene, Valerii Zaluzhnyi, a declarat: "Un factor important care contribuie la menținerea liniilor și pozițiilor noastre defensive este sosirea la timp a M142 HIMARS, care efectuează lovituri chirurgicale asupra posturilor de control ale inamicului, a depozitelor de muniție și de combustibil".
Forțele rusești și-au consolidat poziția în sudul Ucrainei. Armata ucraineană susține că forțele rusești încercau acum să se ascundă "în spatele populației civile".
Președintele Putin a vorbit despre sancțiunile occidentale și despre cum acestea pun o "cantitate colosală de dificultăți" asupra Rusiei, însă izolarea țării în lumea modernă este "imposibilă". Rusia va "căuta cu competență noi soluții".
Ucraina susține că a respins mai multe atacuri ale forțelor rusești în regiunea Donețk.
Ministerul britanic al Apărării a declarat că forțele ruse se confruntă cu "o dilemă între desfășurarea de rezerve în Donbas sau apărarea împotriva contraatacurilor ucrainene în sectorul sud-vestic Kherson".

### 19 iulie
Alexander Bogomaz, guvernatorul teritoriului rusesc Briansk, a afirmat că satul Novye Yurkovichi a fost bombardat de pe teritoriul ucrainean; nu au fost raportate victime.
Parlamentul ucrainean a votat pentru demiterea procurorului general Iryna Venediktova și a șefului Serviciului de Securitate al Ucrainei, Ivan Bakanov; alți oficiali din cadrul serviciilor de informații au fost, de asemenea, concediați, inclusiv șeful adjunct.
Podul rutier de la Antonivka a fost avariat de rachete ucrainene.

### 20 iulie
Siria a rupt oficial legăturile diplomatice cu Ucraina.
În cadrul celui de-al 16-lea pachet de ajutor, guvernul american va anunța furnizarea de sisteme HIMARS, rachete și obuze de artilerie suplimentare pentru Ucraina.
Potrivit Interfax, oficialii ruși susțin că a doua zi de atacuri cu rachete asupra podului rutier de la Antonivka. Unele rachete au fost interceptate, însă 11 rachete au lovit, avariindu-l serios, dar fără a-l închide circulației.

### 21 iulie
Secretarul britanic al Apărării, Ben Wallace, a anunțat că Marea Britanie va trimite "50.000 de proiectile de artilerie, sisteme radar de contra-baterie și sute de drone" și "zeci" de tunuri de artilerie în următoarele săptămâni. Șeful MI6, Richard Moore, a declarat că capacitatea de spionaj a Rusiei a fost redusă la "jumătate".
Ucraina a susținut că a făcut suficiente pagube pentru a împiedica Rusia să folosească podul rutier de la Antonivka pentru a transporta muniție.
Directorul general al Metinvest, compania care deține combinatul siderurgic Azovstal, a acuzat Rusia că a luat oțel în valoare de 500 de milioane de lire sterline din Ucraina, care a fost exportat în mai multe țări din Africa și Asia. O parte din oțel fusese deja plătită de țări europene, inclusiv de Marea Britanie.

### 22 iulie
SUA au anunțat un nou pachet de ajutor, care include 580 de drone Phoenix Ghost.
Lituania a ridicat interdicția privind transportul de bunuri sancționate către Kaliningrad, dinspre Rusia, pe calea ferată pe teritoriul lituanian.
Potrivit unor surse din partea ucraineană, forțele ucrainene au înconjurat aproximativ 1.000-2.000 de soldați ruși în apropiere de Vysokopillia, în regiunea Kherson.

### 23 iulie
La 23 iulie, la mai puțin de o zi după ce a semnat un acord de export de cereale cu Ucraina, Rusia a lansat rachete Kalibr în portul comercial maritim Odesa. Potrivit Ucrainei, două dintre cele patru rachete au fost interceptate. Oficialii ruși au declarat Turciei că Rusia nu a avut "nimic de-a face" cu atacul cu rachete. A doua zi, Igor Konashenkov, un purtător de cuvânt al Ministerului rus al Apărării, a confirmat lovitura, afirmând că a distrus o navă de război ucraineană și un depozit de rachete anti-navă Harpoon.

### 24 iulie
Ministerul rus al Apărării susține că a distrus 100 de rachete HIMARS într-un atac asupra Dnipropetrovskului. Reuters nu a putut verifica independent această afirmație.

### 25 iulie
Alexander Bastrykin, șeful Comitetului rus de anchetă, a ordonat instanței să deschidă peste 1.300 de acuzații împotriva a 92 de membri ai Forțelor Armate ale Ucrainei implicați în "crime împotriva păcii și securității umanității". Sunt suspectați și "mercenari" din țările NATO.
Slovacia ia în considerare posibilitatea de a transfera cele 11 Mig-29 ale sale către Ucraina atunci când acestea vor fi reținute la sol în luna august, dacă poate obține avioane de înlocuire de la NATO.

### 26 iulie
Forțele rusești ar fi capturat centrala electrică Vuhlehirska, a doua cea mai mare centrală electrică din Ucraina, în apropierea Bakhmut. Ucraina a confirmat captura a doua zi.
Un incendiu la un depozit de petrol din orașul Donețk a fost pus pe seama artileriei ucrainene, potrivit primarului desemnat de RPD din Donețk, Alexey Kulemzin.
Ucraina a primit șase lansatoare britanice de rachete antiaeriene Stormer HVM.
Ucraina susține că a lovit din nou podul rutier de la Antonivka cu rachete HIMARS.
SUA sunt pregătite să trateze soldații ucraineni răniți la Centrul medical regional Landstuhl din Germania. Este pentru prima dată când se aprobă un astfel de tratament pentru soldații ucraineni în spitale militare și nu civile.

### 27 iulie
Podul Antonivka a fost închis pentru civili. Un purtător de cuvânt al forțelor armate ucrainene a declarat că acestea nu urmăresc să distrugă podul. Potrivit BBC, oficialii occidentali au descris podul ca fiind "complet inutilizabil", iar oficialii britanici au declarat că orașul Kherson este acum "practic izolat de alte teritorii ocupate". Forțele rusești compensează prin utilizarea podurilor de pontoane și a feriboturilor. Un pod de cale ferată din apropiere a fost, de asemenea, avariat.
Consilierul ucrainean Oleksiy Arestovych a declarat că există o "redistribuire masivă" a forțelor rusești în regiunea Kherson.
Potrivit congresistei americane Elissa Slotkin, care face parte din Comisia pentru Servicii Armate a Camerei Reprezentanților a Statelor Unite, democrații și republicanii susțin trimiterea către Ucraina a rachetelor ATACMS cu rază lungă de acțiune.

### 28 iulie
Soldații și ofițerii ucraineni care luptă în Donețk au oferit dovezi anecdotice ale unei reduceri semnificative a tirurilor de artilerie rusești. Mai multe grupuri de foști soldați occidentali au oferit instruire de bază informală recruților ucraineni.

### 29 iulie
O explozie a avut loc la închisoarea Olenivka, ucigând, potrivit RIA, 40 de prizonieri de război ucraineni capturați și rănind 75. Statul Major General al Ucrainei a declarat că lovitura a fost comisă de Rusia pentru a ascunde tortura și execuțiile prizonierilor de război ucraineni. În prezent, se vorbește de peste 50 de prizonieri de război ucraineni uciși, inclusiv membri ai Regimentului Azov capturați la Mariupol. Rusia a susținut că închisoarea a fost lovită cu rachete HIMARS și a oferit fragmente de rachetă ca dovadă. Ucraina cere ONU și Crucii Roșii să investigheze. Crucea Roșie a cerut oficialilor ruși să aibă acces la tabăra de prizonieri de la Olenivka, dar nu a primit niciun răspuns.
Germania va dona 16 tancuri Biber, care vor fi folosite pentru a construi poduri: șase în acest an, începând din toamnă, și zece anul viitor.
Oficialii Departamentului american al Apărării se gândesc din nou să ofere Ucrainei avioane de luptă de producție americană și să antreneze piloți, principala schimbare pe care oficialii o menționează fiind modul în care rachetele HIMARS reduc numărul sistemelor SAM rusești. Departamentul nu va lua în considerare antrenarea piloților ucraineni până când nu se va ajunge la un acord asupra unei "platforme" și, de asemenea, este încă precaut în privința apărării aeriene rusești. Departamentul a dezvăluit că a demarat procesul formal de achiziționare a NASAMS pentru Ucraina. Va fi vorba de două sisteme, adică 12 baterii mobile cu câte 6 rachete fiecare.
Forțele rusești au construit un pod de pontoane sub suprastructura podului de la Antonivka pentru a ajuta la protejarea acestuia împotriva atacurilor; acesta transportă atât trafic civil, cât și militar.

### 30 iulie
Potrivit purtătorului de cuvânt al administrației regionale de stat din Odesa, o rachetă ucraineană HIMARS a distrus în noaptea de 30 iulie un tren rusesc care sosise în gara din Brylivka, regiunea Kherson, din Crimeea. Racheta a distrus 40 de vagoane, a ucis 80 de persoane și a rănit 200 de soldați ruși. Mecanicii și mecanicii din tren au fost și ei uciși, deși ucrainenii susțin că echipajul era angajat al Căilor Ferate Ruse.

### 31 iulie
Rusia a acuzat Ucraina de atacul cu drone asupra sediului Flotei Mării Negre din Sevastopol, care a provocat cinci răniți și a anulat sărbătorirea Zilei Marinei. Drona a fost descrisă ca fiind "artizanală" și având la bord un dispozitiv exploziv de "mică putere".
Oficiali separatiști din DNR au afirmat că trupele ucrainene au bombardat centrul orașului Donețk cu mine antipersonal PFM-1, o persoană fiind rănită.

## August 2022

### 1 august
Prima navă cu cereale a părăsit Odesa în cadrul acordului dintre Ucraina și Rusia, negociat de ONU și Turcia, pentru exportul de alimente din Ucraina. Potrivit Turciei, nava se va îndrepta spre Liban.
SUA au anunțat cel de-al 17-lea pachet de ajutor pentru Ucraina, în valoare de 550 de milioane de dolari, care include 75.000 de cartușe de 155 mm și mai multe muniții HIMARS.

### 2 august
Prima navă cu cereale ucrainene a sosit în Turcia, urmând să vină și altele, potrivit guvernului ucrainean.
Regimentul Azov a fost declarat grup terorist de către Curtea Supremă din Rusia. Acest lucru permite impunerea unor pedepse mai aspre membrilor Regimentului Azov. Membrii riscă până la 10 ani de închisoare, iar liderii până la 20 de ani de închisoare.

### 3 august
Rafael Grossi, șeful AIEA, a declarat că centrala nucleară din Zaporizhzhia este "complet scăpată de sub control" sub ocupație rusă. O misiune de inspecție a centralei este planificată de AIEA și așteaptă aprobarea părților ucraineană și rusă. Compania nucleară de stat din Ucraina s-a opus sub motivul că "orice vizită ar legitima prezența Rusiei acolo".

### 4 august
Ministerul turc al Apărării a declarat că trei nave încărcate cu porumb ucrainean, aproximativ 58.000 de tone, au făcut o trecere sigură de la Chornomorsk și Odesa.
Amnesty International a acuzat Ucraina că încalcă legile internaționale de război prin amplasarea de arme și tabere în zone civile cu "baze militare sau zone dens împădurite în apropiere". Președintele Zelenskyy a replicat spunând că aceste afirmații încearcă să ofere "amnistie statului terorist și să transfere responsabilitatea de la agresor la victimă".
Macedonia de Nord a declarat că va dona Ucrainei patru avioane Su-25, avioane pe care Ucraina le-a vândut acestei țări în 2001.

### 5 august
Guvernul SUA pregătește un nou pachet de ajutor militar pentru Ucraina, în valoare de aproximativ 1 miliard de dolari.
Ministerul britanic al Apărării a declarat că războiul va intra într-o "nouă fază", forțele rusești mutându-se din Crimeea și din alte părți ale Ucrainei către o linie de front care se întinde din Zaporizhzhia până la Kherson, de-a lungul râului Nipru. Aceasta este un răspuns la o posibilă contraofensivă ucraineană în regiune.
Ucraina și Rusia s-au acuzat reciproc că au bombardat centrala nucleară din Zaporizhzhia, obuze care au lovit liniile electrice, forțând operatorii să deconecteze un reactor.
Potrivit presei ruse, oficialii nord-coreeni s-au oferit să furnizeze Rusiei 100.000 de soldați voluntari pentru a fi folosiți în război. Oficialii ruși nu au decis încă dacă vor accepta oferta.

### 6 august
Vitaly Gura, un șef adjunct al raionului Kakhovka, susținut de Rusia, a fost împușcat și a murit ulterior.

### 7 august
Alte patru nave de cereale au părăsit porturile ucrainene cu destinația Turcia..
Șefa ucraineană a Amnesty International, Oksana Pokalchuk, a demisionat din cauza unui raport al Amnesty International care acuză forțele armate ucrainene că expun civilii la atacuri militare.

### 8 august
Pentagonul a confirmat că Ucraina a fost aprovizionată cu AGM-88 HARM la o dată necunoscută, după ce au fost găsite epave în apropierea unei poziții rusești.

### 9 august
Aproximativ 12 explozii au fost auzite la baza aeriană militară rusă Saky din Novofedorivka, Crimeea. Baza se află la aproximativ 220 de kilometri de forțele ucrainene. Ucraina a afirmat că cel puțin 9 avioane rusești au fost distruse, fără a confirma sursa exploziilor.

### 10 august
Președintele Zelenskyy a declarat că "acest război rusesc... a început cu Crimeea și trebuie să se termine cu Crimeea - cu eliberarea ei". Anterior, acesta declarase că va accepta pacea cu Rusia dacă aceasta va reveni la pozițiile din 24 februarie.
Trupele rusești au capturat uzina Knauf de lângă Soledar.
Secretarul britanic al apărării, Ben Wallace, a anunțat că încă 3 M270 MLRS vor fi trimise în Ucraina.

### 11 august
Regimul pro-Kremlin din Zaporizhzhia ocupată a stabilit o moțiune de 30 de zile pentru organizarea unui referendum privind anexarea sa la Rusia, care va avea loc pe 11 septembrie, dacă nu se retrage moțiunea.
Polonia, Slovacia și Republica Cehă au convenit să extindă producția de "sisteme de artilerie, muniții și alte echipamente militare" pentru a fi utilizate în Ucraina.
Opt explozii au fost raportate la o bază aeriană din Belarus aflată la 30 de kilometri de granița cu Ucraina. Belarus susține că exploziile s-au datorat unui "incident tehnic" care a implicat un motor de vehicul. Un oficial ucrainean a afirmat că Rusia suferă o "epidemie de accidente tehnice".

### 12 august
Un articol publicat de presa ucraineană, Kyiv Independent, identifică mai multe deficiențe ale artileriei ucrainene, inclusiv "lipsa unei organizări eficiente la nivel înalt" și a abilităților de contracarare a focului de baterie, precum și aproape epuizarea muniției ex-sovietice de 152 mm la sfârșitul primăverii și trecerea necesară a artileriei ucrainene la muniția de 155 mm, standard NATO, în iunie. Raportul descrie, de asemenea, beneficiile utilizării unor sisteme mai noi furnizate de Occident, inclusiv sisteme de artilerie cu rază de acțiune mai mare și cu o precizie mai mare care, pe o perioadă de câteva săptămâni, au dus la distrugerea centrelor de comandă și control rusești, precum și a "peste 50 de depozite de combustibil și muniții ", care au complicat logistica artileriei și au redus ratele de foc ale artileriei rusești în Donbas cu jumătate până la două treimi.

### 13 august
Ministrul suedez al Apărării, Peter Hultqvist, a declarat că țara sa este pregătită să producă direct arme pentru a fi folosite în Ucraina.
Ucraina susține că a distrus ultimul pod către Centrala Hidroelectrică Kakhovka, ultimul pod pe care forțele rusești puteau tranzita în sau dinspre Kherson. Potrivit Ministerului britanic al Apărării, forțele rusești pot realimenta soldații de pe malul vestic al Niprului doar prin cele două poduri de pontoane ale acestuia.
Generalul-locotenent Sir James Hockenhull, șeful demisionar al serviciilor de informații militare britanice, a declarat: "Este puțin probabil ca nici Rusia, nici Ucraina să realizeze vreo acțiune militară decisivă în Ucraina în acest an".

### 14 august
Ucraina a susținut că comandanții ruși din orașul Kherson s-au retras de la vest la malul estic al râului Nipru, lăsând forțele rusești din Kherson izolate.

### 15 august
Ucraina a afirmat că a lovit cu o rachetă HIMARS o bază folosită ca sediu pentru Grupul Wagner. Serhiy Hayday, guvernatorul ucrainean din Luhansk, a declarat că locația a fost dezvăluită de jurnalistul rus Serghei Sreda. Imaginea postată online arăta un semn care dădea o stradă din Popasna, Luhansk. Potrivit unui blogger pro-Moscova, o probabilă lovitură HIMARS asupra uneia dintre locațiile PMC Wagner din Popasna a fost confirmată de surse din Donbas.

### 16 august
Au fost raportate explozii la un depozit de arme din Maiske, în Raionul Dzhankoi, în nordul Crimeei. Două persoane au fost rănite. Oficialii ruși susțin că totul s-a datorat unui incendiu. Un oficial ucrainean a declarat că exploziile au fost "demilitarizarea în acțiune". Serviciul feroviar a fost întrerupt și 2.000 de persoane au fost evacuate. Ministerul rus al Apărării a pus explozia pe seama unui "sabotaj". Potrivit unui oficial ucrainean, exploziile au fost efectuate de o unitate militară ucraineană de elită.
CNN, citând oficiali occidentali și ucraineni, susține că forțele rusești nu își pot realimenta poziția din apropierea Khersonului din cauza unor avarii anterioare la podurile din regiunea Kherson și a presupuselor atacuri ucrainene din Crimeea.
Potrivit comandantului armatei ucrainene, Valerii Zaluzhnyi, Rusia bombardează pozițiile ucrainene de 700-800 de ori pe zi, folosind 40.000-60.000 de bucăți de muniție, după o acalmie la începutul lunii iulie.

### 17 august
O rachetă rusă a lovit o clădire rezidențială cu trei etaje din Harkov, provocând 12 morți și 20 de răniți, inclusiv cel puțin un copil. Clădirea a fost complet distrusă.
Șeful Flotei ruse a Mării Negre, Igor Osipov, a fost înlocuit de Viktor Sokolov, în urma pierderilor grele de personal și de transport maritim pentru Flota Mării Negre din ultimele șase luni.
Potrivit Agenției Evreiești pentru Israel, de la începutul războiului, aproximativ 20.500 de evrei au părăsit Rusia, dintr-o populație estimată la 165.000 de persoane. Cel mai proeminent a fost fostul rabin-șef Pinchas Goldschmidt, care a părăsit Rusia pentru că a refuzat să sprijine războiul rusesc din Ucraina. Există o teamă istorică că rușii dau vina pe evrei în vremuri de restriște.

### 18 august
La Lviv a avut loc o întâlnire trilaterală între secretarul general al ONU, António Guterres, președintele turc Recep Tayyip Erdoğan și președintele ucrainean Volodymyr Zelenskyy. Printre subiectele discutate în cadrul reuniunii s-au numărat securitatea centralei nucleare din Zaporizhzhia, acordul de export de cereale și schimbul de prizonieri de război.
Ucraina susține că o lovitură la Nova Kakhovka, folosind o rachetă HIMARS, a ucis 12 persoane și a rănit 10 ruși.
Ca răspuns la invazia rusă în Ucraina, Estonia a îndepărtat un tanc-monument din epoca sovietică dintr-un loc de lângă Narva. După îndepărtarea acestuia, Estonia a fost supusă "celui mai amplu atac cibernetic" de la atacurile cibernetice din 2007 asupra Estoniei.
Satele Timonovo și Soloti din regiunea Belgorod din Rusia, la aproximativ 30 de kilometri de granița cu Ucraina, au fost evacuate din cauza unui incendiu la un depozit de muniții. Înregistrarea video arată fum gros, foc și mai multe mașini de pompieri care intervin.

### 19 august
Guvernul SUA a anunțat cel de-al 19-lea pachet de ajutor militar pentru Ucraina, în valoare de aproximativ 775 de milioane de dolari. Acesta include 15 drone de supraveghere ScanEagle, rachete HIMARS, 1.000 de rachete antitanc Javelin, aproximativ 40 de vehicule MRAP, șaisprezece tunuri de 105 mm și mai multe rachete HARM. Trupele rusești au capturat orașele Zaitseve și Dacha din Donețk.

### 20 august
Rusia a afirmat că Ucraina a efectuat un atac cu drone asupra sediului Flotei rusești a Mării Negre din Crimeea ocupată de Rusia.

### 21 august
În apropiere de Bolshiye Vyazyomy, în Rusia, un presupus dispozitiv exploziv improvizat în mașină a ucis-o pe Darya Dugina, fiica filosofului Alexander Dugin, numit de David Von Drehle "creierul lui Putin", care ar fi putut fi ținta vizată. Ucraina a fost acuzată de acest atac, dar a negat oficial implicarea, afirmând că nu este un stat "criminal" sau "terorist". Potrivit lui Ilya Ponomarev, un fost membru al Dumei ruse, care trăiește acum în exil în Ucraina, un grup de partizani ruși, Armata Națională Republicană, a fost responsabil pentru atac. Potrivit Serviciului Federal de Securitate al Rusiei (FSB), Ucraina a angajat un contractor, o cetățeană ucraineană, Natalia Vovkova, care a fugit între timp în Estonia.

### 23 august
Premierul Canadei, Justin Trudeau, a anunțat 3,85 milioane de dolari pentru diverse programe de formare, inclusiv pentru poliția ucraineană și serviciile de urgență.

### 24 august
Armata Noii Zeelande a confirmat că un soldat din cadrul NZDF, care se afla în concediu fără plată în Ucraina, a fost ucis. Acesta a fost identificat ca fiind Dominic Aleben și lupta cu Legiunea străină ucraineană când a fost ucis în estul Ucrainei de focuri de armă, împreună cu un cetățean american.
Prim-ministrul Regatului Unit, Boris Johnson, a vizitat Ucraina pentru a treia oară de la începutul invaziei rusești. Johnson a anunțat un pachet de ajutor militar de 54 de milioane de lire sterline pentru Ucraina, inclusiv sisteme de avioane fără pilot la bord și muniție antitanc de trândăvie.
Un atac rusesc cu rachetă asupra unei gări din Chaplyne, regiunea Dnipropetrovsk, a ucis 25 de civili și a rănit peste 80 de oameni.

### 25 august
Putin a ordonat chemarea a 137.000 de soldați pentru a fi folosiți în Ucraina până la sfârșitul anului, deși nu este clar dacă acești soldați vor fi recrutați sau sunt voluntari.

### 26 august
La ora 3:30, ora locală, forțele ucrainene au lovit hotelul Donbas, în orașul Kadiivka, regiunea Luhansk, cu "10 rachete HIMARS", potrivit presei ruse. Ucraina susține că hotelul era folosit pe post de cazarmă și că a ucis 200 de parașutiști. Nu există o confirmare independentă a afirmațiilor ucrainene. Canalele pro-ruse de pe Telegram au declarat că hotelul era "plin până la sufocare".

### 27 august
Rusia a blocat un proiect al Tratatului de neproliferare nucleară, care face obiectul unei revizuiri cincinale, din cauza unei secțiuni care se referă la Ucraina, spunând în mod specific: "pierderea controlului de către autoritățile ucrainene competente asupra acestor locații ca urmare a acestor activități militare și impactul negativ profund al acestora asupra securității". Rusia a susținut că secțiunea nu era "echilibrată" și că unele paragrafe din tratat erau "în mod evident de natură politică".

### 28 august
SUA au anunțat creșterea producției de unități HIMARS și de rachete GMLRS pentru a ajuta Ucraina.
Surse occidentale au raportat că Rusia și-a mutat Corpul al treilea de armată nou format la graniță.

### 29 august
Se pare că Ucraina a lansat o contraofensivă în sud. Guvernul ucrainean a declarat că armata sa a "deschis o breșă în prima linie de apărare a Rusiei în apropiere de Kherson", în timp ce armata ucraineană a afirmat, de asemenea, că a lovit o bază militară rusă din regiunea Kherson, deși această afirmație nu a fost încă verificată. Forțele ruse susțin că forțele ucrainene au suferit "pierderi grele". De asemenea, Ucraina susține că parașutiștii ruși au fugit de pe câmpul de luptă.

### 30 august
Ucraina susține că a folosit unități HIMARS momeală făcute din lemn. Acest lucru ar putea explica afirmațiile rusești potrivit cărora ar fi distrus mai multe sisteme HIMARS. Oficialii ucraineni susțin că au momit numai 10 rachete de croazieră rusești 3M-54 Kalibr. Un diplomat american a remarcat că sursele rusești au afirmat că au fost distruse mai multe HIMARS decât cele trimise de SUA. Un alt oficial al Pentagonului american a confirmat că niciun HIMARS nu a fost distrus până acum.
Imagini de la Maxar Technologies arată găuri în acoperișul centralei nucleare din Zaporizhzhia. Șeful AIEA, Rafael Grossi, a confirmat că misiunea de sprijin și asistență este "acum pe drum".

### 31 august
Rusia și-a retras avioanele de vânătoare din Crimeea și și-a mărit numărul de rachete sol-aer pentru a se apăra de viitoarele bombardamente.
Rusia a oprit timp de trei zile livrările de gaze către Germania prin Nord Stream 1 pentru a efectua reparații.
Potrivit Ministerului britanic al Apărării, forțele ucrainene au împins "linia frontului rusesc înapoi la o anumită distanță pe alocuri", datorită faptului că Ucraina "a exploatat apărarea rusă relativ slab susținută".
Ucraina a publicat imagini cu un MiG-29 care a tras un AGM-88 HARM, care a trebuit să fie cumva integrat în afișajele analogice ale MiG-29.

## Septembrie 2022

### 1 septembrie
Inspectorii AIEA au sosit la centrala nucleară Zaporizhzhia.
Ravil Maganov, președintele Lukoil, a murit. Potrivit Interfax, Maganov "a căzut de la o fereastră a Spitalului Clinic Central" și "a murit din cauza rănilor suferite". Lukoil a fost una dintre puținele companii rusești care s-a opus războiului din Ucraina, cerând încetarea "imediată" a războiului. Moartea lui Maganov este cea mai recentă moarte misterioasă a unor actuali sau foști oameni de afaceri ruși de la începutul războiului.

### 2 septembrie
Compania petrolieră de stat norvegiană Equinor a ieșit din ultima dintre asocierile sale în participațiune din Rusia în urma invaziei din februarie, retrăgându-se din asocierea cu Lukoil și ieșind din proiectul Kharyaga la 2 septembrie 2022.
Ucraina a arestat o femeie în regiunea estică Dnipropetrovsk. Ea a fost acuzată că a trimis detaliile unității soțului ei și alte informații militare către forțele rusești, care au fost apoi folosite în avantajul acțiunilor militare rusești.
Sprijinul rusesc pentru războiul din Ucraina rămâne stabil, în ciuda faptului că acesta se prelungește de șase luni. Cel mai mare dezacord a fost dacă să se continue războiul sau să se treacă la negocieri.

### 3 septembrie
Gazprom a menținut oprirea Nord Stream 1 fără a oferi o dată pentru reluarea fluxului de gaze. Gazprom invocă sancțiunile occidentale ca fiind motivul pentru care nu poate remedia "defecțiunea" de la conductă, despre care se afirmă că ar fi o scurgere. Bruxelles-ul a numit-o o armă economică.
Potrivit Ministerului britanic al Apărării, începând cu 29 august, forțele ucrainene au câștigat surprinzător datorită greșelilor comise de comandanții ruși și a problemelor logistice cu care se confruntă forțele rusești. Există trei împingeri principale ale forțelor ucrainene în regiunea Kherson. De asemenea, Ucraina a distrus poduri de pontoane folosite de forțele rusești.

### 4 septembrie
Centrala nucleară din Zaporizhzhia a fost deconectată de la linia principală de alimentare, fiind operațională doar o linie de rezervă, care alimentează rețeaua electrică. Doar unul dintre cele șase reactoare rămâne operațional. Rusia a pus această situație pe seama unei presupuse încercări ucrainene de recucerire a centralei.
După ce nu au fost folosite timp de mai multe luni, Ucraina folosește din nou dronele Bayraktar TB2. Ucraina a început să pună din nou pe internet imagini de pe acestea, după ce în ultimele două luni nu a mai făcut nicio înregistrare nouă. Acest lucru a fost atribuit utilizării rachetelor HARM și impactului acestora asupra apărării aeriene rusești.

### 6 septembrie
Artem Bardin, un oficial instalat de ruși în Berdyansk, a fost grav rănit într-un atac cu bombă.

### 7 septembrie
SUA intenționează să își dubleze producția de proiectile de 155 mm din cauza necesității de a reface stocurile americane, precum și de a satisface nevoile Ucrainei. Pentagonul dorește să crească numărul de HIMARS construite în fiecare lună la 12.

### 9 septembrie
Forțele ucrainene au recucerit părți din regiunea Harkov.

### 10 septembrie
Ca parte a unei contraofensive majore, forțele ucrainene au recucerit Kupiansk și Izium; potrivit Ministerului britanic al Apărării, apărarea rusă din regiunea Harkov a fost "probabil luată prin surprindere". La sfârșitul după-amiezii, s-a raportat că trupele ucrainene au ajuns la Lîsîceansk, în regiunea Luhansk. Purtătorul de cuvânt al Ministerului rus al Apărării, Igor Konașenkov, a reacționat la aceste evoluții afirmând că forțele ruse din zona Balaklia și Izium se vor "regrupa" în zona Donețk "pentru a atinge obiectivele declarate ale operațiunii militare speciale de eliberare a Donbasului". Președintele ucrainean Zelenskyy a declarat că Ucraina a recucerit 2.000 de kilometri pătrați de la începutul contraofensivei.

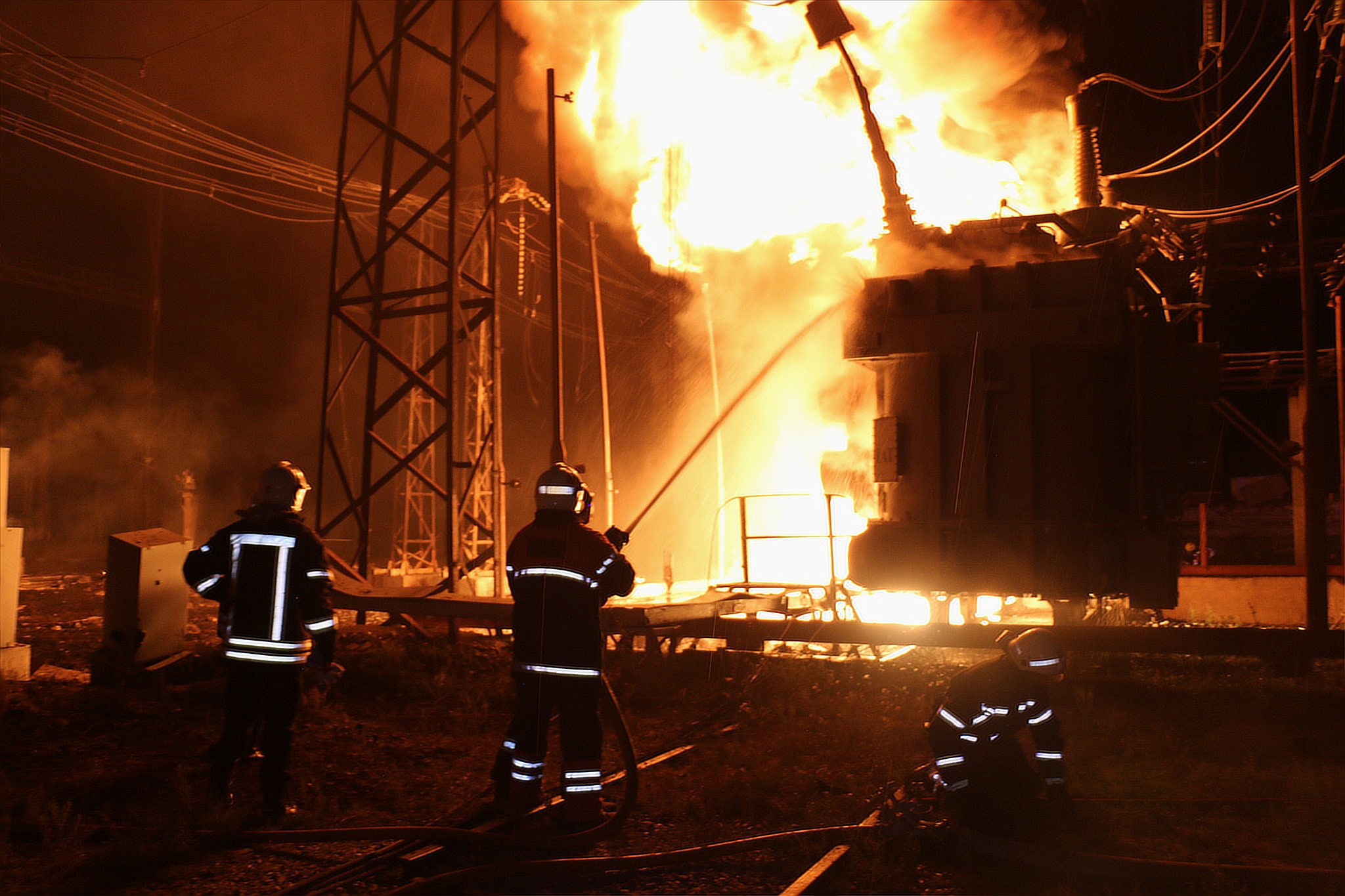
Centrala electrică din Harkov după un atac cu rachete

### 11 septembrie
Ministerul rus al Apărării a publicat o hartă care confirmă că forțele rusești din regiunea Harkov s-au retras pe malul estic al râului Oskol. S-a confirmat că așezările Kozacia Lopan, Vovceansk și Lîpți se află sub controlul forțelor ucrainene. La sfârșitul după-amiezii, Ministerul rus al Apărării a anunțat retragerea oficială a forțelor rusești din aproape toată regiunea Harkov, declarând că o "operațiune de restrângere și transfer de trupe" era în curs de desfășurare.
În urma contraofensivei ucrainene din Harkov din 2022, Rusia a lansat atacuri cu rachete de croazieră Kalibr asupra unor obiecte de infrastructură critică, inclusiv asupra CET-5 din Harkov, provocând o pană totală de curent și oprirea apei în nord-estul Ucrainei și în regiunile Harkov și Donețk.

### 12 septembrie
Ucraina a susținut că a ajuns la granița dintre Rusia și Ucraina. Zelenski a declarat că forțele ucrainene au recucerit un total de 6.000 de kilometri pătrați de la Rusia, atât în sud, cât și în est; BBC nu a putut verifica afirmațiile.

### 13 septembrie
Pe frontul din Kherson, s-a raportat că forțele rusești s-au retras din Kiseliovka, o așezare situată la 15 km de Kherson. Forțele armate ucrainene au anunțat că linia frontului din regiunea Herson a avansat cu 12 km și că au fost recuperați 500 de kilometri pătrați, inclusiv 13 așezări.

### 14 septembrie
Forțele ruse au lansat opt rachete de croazieră asupra barajului rezervorului Karaciunivske, provocând inundații extinse în Krîvîi Rih și o creștere de 2,5 metri a nivelului apei în râul Inguleț.

### 15 septembrie
Statele Unite au anunțat un pachet de ajutor de 600 de milioane de dolari pentru Ucraina, inclusiv muniție suplimentară pentru HIMARS, "zeci de mii" de cartușe de artilerie de 105 mm, o mie de cartușe de 155 mm, sisteme de contra-drone, echipament de iarnă și dispozitive de vedere pe timp de noapte.

### 16 septembrie
Rachetele BM-21 și artileria grea au bombardat Nikopol, rănind o persoană și avariind 11 clădiri înalte, o grădiniță, o școală, cuptoare de gaz și linii electrice.

### 17 septembrie
Două persoane au fost ucise în urma unui atac cu rachete lansat de forțele rusești asupra unor clădiri rezidențiale din orașul Ciuhuiv.

### 19 septembrie
Forțele terestre ucrainene au recucerit satul Bilohorivka din regiunea Luhansk în timpul avansării lor spre Lîsîceansk.
O rachetă rusă a lovit periferia centralei nucleare din sudul Ucrainei, avariind clădirile și o centrală hidroelectrică învecinată. Reactoarele nucleare nu au fost avariate.

### 20 septembrie
Duma de Stat a Rusiei a introdus legi care interzic predarea voluntară și jefuirea, cu circumstanțe agravante, inclusiv comiterea infracțiunii "în timpul mobilizării sau al legii marțiale". În aceste circumstanțe, refuzul de a se supune ordinului unui superior sau de a participa la acțiuni militare a fost, de asemenea, declarat ilegal. Sancțiunile pentru neprezentarea la serviciul militar sau părăsirea acestuia fără permisiune au fost majorate.
Oficialii numiți de Rusia în autoproclamatele Republici Populare Donețk și Luhansk au anunțat referendumuri pentru a aproba anexarea lor de către Rusia în perioada 23-27 septembrie. Referendumuri similare au fost anunțate de oficialii ruși ocupanți din Herson și Zaporijjea.
Consiliul UE a aprobat o asistență macrofinanciară de 5 miliarde de euro pentru Ucraina.